# Средневековая кухня Западной Европы

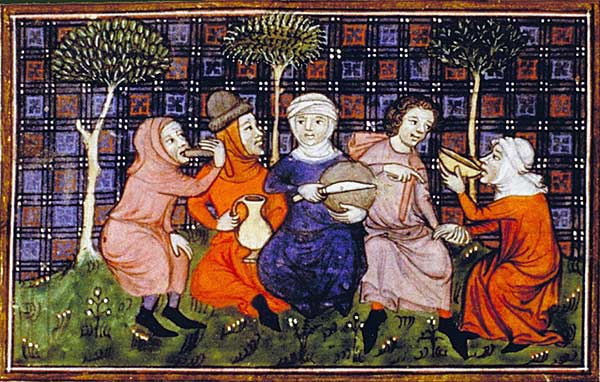
Группа путешественников разделяет простую трапезу из хлеба и напитков, Livre du roi Modus et de la reine Ratio, XIV век

Средневековая кухня Западной Европы — продукты, вкусовые предпочтения и методы приготовления пищи в различных западноевропейских культурах на протяжении Средних веков, исторического периода между V и XVI веками. В течение этого периода диета и методы приготовления пищи изменялись не столь активно, как в последующем Новом времени, однако был заложен своего рода фундамент для современной европейской кухни.
Зерновые культуры (кроме риса, относительно поздно завезённого в Европу) оставались одними из важнейших продуктов на протяжении Раннего Средневековья, так как картофель был введён в употребление лишь в 1536 году, а широкое распространение получил намного позже. Ячмень, овёс и рожь входили в рацион бедных слоёв населения, тогда как пшеница была привилегией высшего сословия. Однако хлеб, овсянка, каша и макаронные изделия входили в рацион всех сословий. Многочисленные бобовые культуры, среди которых совершенно забытая теперь вигна, нут (в южных странах) и, наконец, садовые бобы вместе с овощами были важным дополнением к основанной на зерновых культурах и низкосортном мясе диете нижних сословий. Бобы фасоли ведут своё происхождение из Нового Света и в Европе появились лишь в ходе так называемого «Колумбова обмена» в XVI веке.
Мясо телят, ягнят и поросят, а также птица были более дорогим и более престижным продуктом питания, попадая на столы высшего сословия вместе с благородной рыбой и высоко ценимыми привозными продуктами. В лавке мясника чаще всего можно было встретить свинину, баранину; разнообразной домашней птицей торговали соответствующие цеха (например, парижские гусятники), говядина оставалась в основном пищей людей более скромного достатка. Треска и сельдь были одним из основных источников питания для северных народов и в сушёном (так называемый стокфиск), копчёном или солёном виде распространялись по материку, широко использовались и другие многочисленные виды морской и пресноводной рыбы.
Медленная транспортировка и неэффективные методы консервирования, базирующиеся исключительно на сушке, солении, копчении и мариновании, делали дальнюю торговлю подавляющим большинством продуктов питания в достаточной мере дорогостоящей. По этой причине еда аристократии была более подвержена иностранному влиянию, чем кухня низших сословий, и сильно зависела от экзотических специй и импорта. Так как каждый уровень сословий стремился подражать вышестоящему, инновации от международной торговли и внешние войны, начиная с XII века, внесли соответствующие перемены в рацион богатых горожан. Помимо экономической недоступности предметов роскоши, таких как специи, декреты запрещали потребление некоторых продуктов определённым сословиям, а сумптуарные законы ограничивали демонстративное потребление среди нуворишей. Социальные нормы диктовали, чтобы пища третьего сословия была менее изысканной, так как считалось, что между теми, кто занят физическим трудом, и едой, которую они потребляли, не должно быть особых различий, а потому и пища для них нужна грубая и дешёвая.
Один из методов изысканной кухни в позднем Средневековье установил своего рода стандарт среди благородных сословий Европы. Приправы в очень пряном кисло-сладком сочетании, типичном для высшего сословия, содержали в составе кислый сок (из незрелых плодов), вино и уксус в комбинации со специями вроде чёрного перца, шафрана и имбиря. Они, наряду с широким использованием сахара или мёда, придавали многим блюдам сладко-кислый вкус и аромат. Миндаль был очень популярен: он использовался как загуститель супов, тушёных блюд и соусов, а также был основным ингредиентом миндального молока.

## История изучения
Привычка профессиональных историков в той или иной мере обращаться к вопросам кулинарии, считая её важной частью «быта», на фоне которого должно было разворачиваться то или иное событие или, соответственно, иллюстрироваться характер исторического персонажа, восходит к греческой и римской древности. В Средние века, известные своим пиететом к древним, традиция эта была с готовностью продолжена, поэтому можно сказать, что изучение средневековой кухни в исторической литературе начинается уже в эпоху Средневековья. В качестве примера подобного «иллюстрирования» можно обратиться к анонимному «Дневнику Орлеанской осады и путешествия в Реймс», в котором рассказывается, что жители города перед началом решающей битвы преподносят Жанне д’Арк алозу — высоко в те времена ценимую рыбу, она же отказывается есть её, говоря, что разделит её со знатными пленниками, которых приведёт с поля боя, тем самым предсказывая победу французам.
Сравнительно короткое забвение этой старой традиции, длившееся с XVI до второй половины XVIII века, сменилось новым веянием, когда в морализаторских целях Пьер Жан-Батист Легран д’Осси использовал средневековые кулинарные традиции в качестве наглядной иллюстрации для противопоставления «прошедшего» и «настоящего» при безусловном превосходстве последнего. В подобном положении в качестве источника примеров для иллюстрирования авторской точки зрения и всякого рода «исторических анекдотов» и курьёзов история средневековой кулинарии остаётся вплоть до 1938 года, когда Люсьен Февр, основатель т. н. школы Анналов, выпускает своё первое исследование, посвящённое изучению кулинарных жиров, где впервые разделяет «северную» и «южную» кухни по признаку использования в качестве основного животного масла и сала (Север) и оливкового масла (Юг). Немалое внимание кухне уделил соратник Февра — Марк Блок — в своих трудах о развитии сельского хозяйства.
Впрочем, подобные труды оставались единичными, и в течение более чем двадцати следующих лет консервативные взгляды продолжали доминировать. Часто тиражировались заблуждения и даже грубые фактические ошибки, которые существуют по сей день как часть мифа о Средневековье как о примитивной и варварской эпохе. Средневековая кулинария воспринималась[кем?] негативно из-за непривычных сочетаний вкусов, недостатка овощей и вольного обращения со специями. Считалось[кем?], что специи часто применялись именно для того, чтобы скрыть привкус испорченного мяса. Но этот вывод не находит подтверждения в источниках. Свежее мясо было доступно в течение года всем, кто мог себе его позволить. Технология консервации, известная на тот момент, была грубой по современным меркам и стандартам, но вполне адекватной в условиях того времени. Специи были слишком дороги, чтобы их можно было расходовать на дешёвую или плохо приготовленную еду. Считалось, что измельчение и смешивание ингредиентов в пасту (а также большое количество густых супов и соусов) говорит о том, что большая часть взрослого средневекового дворянства потеряла зубы ещё в раннем возрасте и вынуждена была питаться только супами и измельчённым мясом. Однако это диссонирует, например, с рассказом о «толпе неотесанных мужланов (под видом благородных лордов), которые кидались друг в друга кусками жирного мяса через весь зал и разрывали его вполне здоровыми зубами».
Многочисленные описания банкетов периода позднего Средневековья концентрируются на зрелищности мероприятий чаще, чем на деталях блюд, которые разнились у участников банкета в зависимости от личных предпочтений. Например, известны случаи подачи совершенно несъедобных пирогов, при разрезании которых на свободу вырывались птицы. Таким образом, хозяева банкетов скорее стремились удивить и впечатлить своих гостей. Банкетные блюда служили своего рода «мейнстримом» кухни, и, как считается, «в итоге большие банкеты служили политическим амбициям чаще, чем гастрономии, как и в наше время».
Лишь в 1960-х и в особенности в 1970-х годах исследования, посвящённые кухне, начинают появляться всё в большем количестве, утверждая себя в составе молодой науки — культурологии. Кружок исследователей, целенаправленно пишущих по теме средневековой кулинарии, формируется изначально в среде всё той же Школы, исследования их выходят из печати в местном издании «Учёных Записок», инициативу эту в скором времени продолжают исследователи Высшей Школы Социальных Наук (Франция); выделение из общего состава Учёных Записок Школы Анналов периодического издания «Об истории питания» под руководством Жана-Жака Эмарденкье в 1970-е годы знаменует собой один из важных шагов в становлении этого нового направления в культурологической науке.
К исследованию истории кулинарии в 70-х годах подключились учёные структурной исторической школы, основанной этнографом Леви-Строссом, дополнившие привычные методы исследования статистическими и экономическими данными, исследованиями, касающимися количества пищи и рациона, характерного для каждого из сословий, вопросами снабжения, а также питанием во времена неурожая или голода. В конце 1970-х годов интерес к средневековой кулинарии начинают проявлять учёные из других европейских стран, в частности, итальянский исследователь Массимо Монтанари пишет несколько фундаментальных трудов касательно истории фруктов и сыра, застольных традиций, истории итальянской кухни как таковой и т. д..
Открытие в 2002 году Европейского института истории и культур питания стало поворотным моментом в изучении средневековой кухни, так как на его базе удалось объединить усилия множества специалистов из разных стран: историков, социологов, антропологов и прочих, а также на постоянной основе наладить выпуск издания «Пища и История» (Food and History), первый номер которого вышел в 2003 году. Кроме того, усилиями института в Интернете появился двуязычный (франко-английский) сайт Menestrel, одна из тематических страниц которого полностью отдана вопросам кухни, причём любой интересующийся может найти там как полный текст множества статей на эту тему, так и библиографические ссылки на печатные работы. Таким образом, в настоящее время история средневековой кухни представляет собой мощную, постоянно развивающуюся ветвь культурологии, в которой имена маститых исследователей (Бруно Лорио, Инес Бирлуэц-Арагон и Эрика Бирлуэца, Массимо Монтанари и прочих) соседствуют с молодыми учёными, желающими посвятить свою научную карьеру этому сравнительно новому направлению исследований.

## Основные источники информации
Поваренные книги как таковые появляются лишь во времена Позднего Средневековья. Кроме своей основной функции — передачи опыта и, возможно, обучения поваров богатых купеческих домов, любивших копировать вкусы и моды, распространённые среди знати, по предположению Бруно Лорио, они представляли собой возможность для образованной части городского населения узнать или даже помечтать о блюдах, которые она не могла себе позволить практически ни при каких обстоятельствах жизни. Однако, так или иначе, книги эти, во-первых, отражают вкусы и моды лишь последних двух веков интересующего нас времени, во-вторых, соответствуют кухне лишь владетельных сеньоров, представлявших собой сравнительно небольшую часть населения. Поэтому, вместе с поваренными книгами, хотя и ценным, но явно недостаточным материалом, исследователи средневековой кухни вынуждены также опираться на сведения, полученные другими путями.
Исключительно ценными источниками представляются записи путешественников, содержащие в себе пространные описания вкусов и привычек народов разных земель, в том числе привычного для них будничного и праздничного меню. Особой ценностью в этом плане представляются хроники Жиля де Бувье, более известного как «Герольд Берри» (по месту своего рождения). Объездивший добрую половину Франции, этот герольд на службе Карла VII оставил любопытнейшие записи, в частности, о вкусах и кулинарных пристрастиях французов, населявших разные регионы страны.
Панталеоне да Конфьенца, гуманист и врач на службе герцога Савойского, также объездив вместе со своим господином добрую половину Европы, пространно рассказывает о вкусах и привычках обитателей тех или иных мест, в особенности того, что касается знаменитых сыров, масла и блюд из молока, чему он посвящает пространную работу, известную под названием «Всё о молоке» (лат. Summa lactinorum).
Кроме того, немало сведений о кухне средневековой Франции оставили нам авторы многочисленных хроник и иных исторических документов, а также многочисленных рыцарских романов, пространно описывавшие не только пиры, но и каждодневные застольные привычки своих героев. Так, в известном пассаже из «Романа о герцоге Анжуйском» авторства Жана Майяра (1316) героиня, вынужденная спасаться бегством от посягательств безумного отца, в лесу, страдая от голода и жажды, вспоминает о роскошных блюдах, подававшихся к герцогскому столу (перечень включает в себя 8 стихов, посвящённых мясу и птице, 28 — рыбе, 5 — сладостям и, наконец, 11 — винам). Немалое количество сведений о монастырской кухне содержится в творчестве сатирических (или, как говорили в те времена, «голиардических») поэтов и странствующих вагантов, пародировавших в своих стихах жития святых, превращая их в «Мученичества св. Селедки» или «Житие св. Лука», в которых под видом страшных казней описывался процесс приготовления того или иного ингредиента, и описывавших кулинарные предпочтения служителей церкви (в качестве примера можно привести известный пассаж о жирном аббате, «каковой любой обедне предпочтет добрый обед и мыслит об осетре куда более, чем о св. Петре»).
Сатирические куплеты, высмеивающие быт разбогатевших крестьян, даже в новом статусе выдающих себя с головой своими сельскими привычками, а также фольклор Средневековья о стране Кокани, или немецкой Шлараффии, где беспечные жители занимаются лишь тем, что праздно проводят время и угощаются в своё удовольствие, дают немало сведений о кулинарных пристрастиях низших классов. Примером подобного описания может служить известная новелла «Декамерона», где весёлые художники дурачат простака по имени Каландрино, рассказывая ему об этой чудесной стране: «В области, называемой Живи-лакомо, где виноградные лозы подвязывают сосисками, гусь идет за копейку, да ещё с гусенком в придачу; есть там гора вся из тертого пармезана, на которой живут люди и ничем другим не занимаются, как только готовят макароны и клецки, варят их в отваре из каплунов и бросают вниз; кто больше поймает, у того больше и бывает; а поблизости течет поток из Верначчьо, лучшего вина ещё никто не пивал, и нет в нём ни капли воды».
Кроме того, немалые сведения можно почерпнуть из многочисленных сочинений морализаторов, не устававших проклинать чревоугодников (старательно перечисляя их греховные кулинарные пристрастия), а также текстов многочисленных сумптуарных законов, подробно перечисляющих запрещённые для незнатного населения блюда и вина. Много интересного также можно почерпнуть из многочисленных записей метрдотелей короля и владетельных сеньоров, росписей пиров, сохранившихся до нашего времени, а также записей в счётных книгах, оговаривающих закупку и доставку необходимых ингредиентов для королевской или сеньориальной кухни, врачебных манускриптов, отдающих немало страниц диете для больных и профилактическому питанию для здоровых, и, наконец, рисунков и миниатюр того времени, изображающих более или менее изобильные застолья.
Сведения, почерпнутые из литературы, во многом дополняются археологическими находками: посудой, семенами (позволяющими судить об садовых и огородных культурах того времени), хлебными зёрнами, а также костями. Именно кости в начале XXI века совершили настоящий переворот в идеях о средневековом питании, убедительно доказав, что основным блюдом для низших классов была низкосортная говядина (а не свинина, как считалось ранее), и что средневековый крестьянин и горожанин, вопреки прежним представлениям, отнюдь не были обделены мясными блюдами, в отличие от своих потомков в начале Новой эры{{подст:уточнить источник}}.

### Tacuinum Sanitatis
Tacuinum Sanitatis — популярная в средневековой Европе латинская версия арабского медицинского трактата «Таквим ал-сихха», который сочинил в середине XI века в Багдаде христианин Ибн Бутлан. На латынь сочинение было переведено на юге Италии в середине XIII века.
Трактат Ибн Бутлана представляет собой сжатый обзор правил здорового образа жизни и гигиены, способствующих долгожительству. В сорока таблицах перечисляются способствующие укреплению здоровья виды пищи, напитки, виды деятельности. Автор проповедует умеренность в еде и пище, необходимость пребывания на свежем воздухе, чередования деятельности и отдыха, сна и бдения, а также рассуждает о влиянии на здоровье различных гуморов и настроений. Источниками Ибн Бутлана служили как арабские авторы, так и античные (в частности, Диоскорид).
Об огромной популярности трактата в Европе свидетельствует обилие сохранившихся рукописей XV века, многие из которых так расточительно иллюстрированы, что более напоминают альбомы. Эти иллюстрации служат источником по истории сельского хозяйства и кулинарии. Наиболее ранние и ценные манускрипты конца XIV века хранятся в Вене, Париже, Льеже и Риме. Все они происходят из Ломбардии. В итальянском языке название книги вошло в широкий обиход, превратившись в обозначение блокнота (taccuino).

## Периодизация

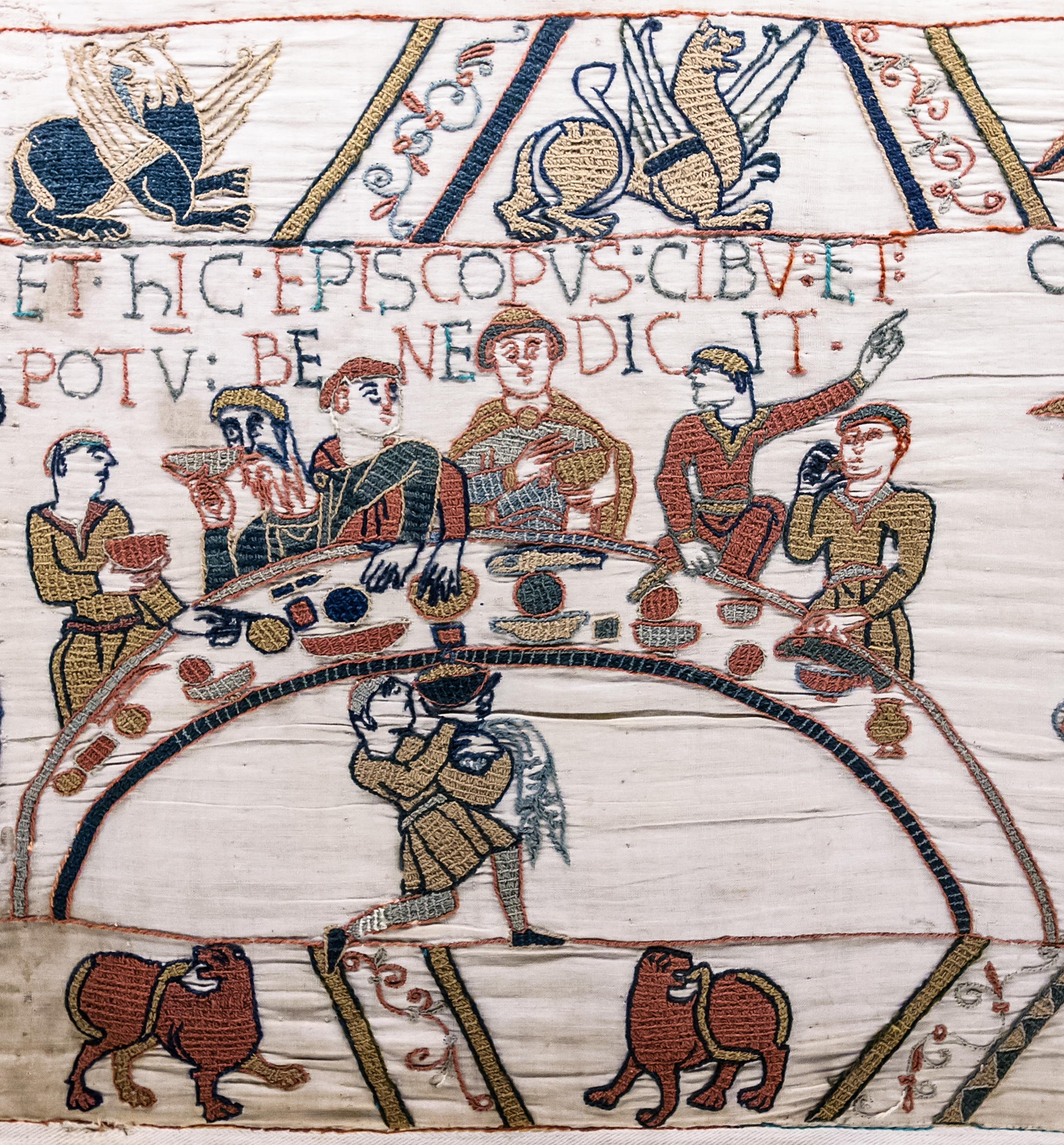
Банкет при дворе епископа Одона после победы над саксами. Гобелен из Байё, XI век

Среди европейских авторов, пишущих о кухне Средних веков, принято разделять время её существования на три неравных периода, для каждого из которых характерны собственные тенденции развития и признаки, достаточно резко отличающие его от предыдущего и последующего времени. Это:
- Раннее Средневековье (V—X века): Время характеризуется в первую очередь разрывом экономических и культурных связей, последовавших за падением Западной Римской империи. В связи с тем, что на её обломках возникло множество варварских королевств, враждовавших между собой, а также подвергавшихся атакам варваров во время Великого Переселения Народов и (в том, что касается Испании и Франции) арабской экспансии, время это характеризуется вынужденным переходом населения на продукцию местных производителей, при огромном сокращении импорта. В частности, если столица древней империи была прекрасно знакома с греческими оливками, сирийским мёдом и галльской ветчиной и сырами, во времена Раннего Средневековья всё это остаётся в прошлом. Со столов исчезают многие привычные для античного мира блюда (к примеру, афинская колбаса из ослиного мяса), в связи с чем меняются привычки и вкусы населения. Римская кулинария, основанная на триаде хлеб-вино-оливковое масло, вынуждена сопротивляться напору варварских привычек, для носителей которых куда более характерно было основывать свои трапезы на мясе и пиве. Резкое неприятие новоявленных варварских мод демонстрирует церковь, отвергая все навязываемые новшества, в результате чего римская триада остаётся в неприкосновенности в том, что касается церковного служения, но сильно поступается своими позициями в светской среде.
- Высокое Средневековье (XI—XIII века): Средневековая техническая революция, обеспечившая, среди прочего, резкое падение цен на железо, способствовала повышению урожайности крестьянских полей, и вместе с тем увеличению поголовья скота. Именно в это время хлеб и низкосортная говядина вместе с овощами становятся основной пищей небогатого населения города и деревни, в то время как в рацион знати всё больше входят заморские продукты, доставляемые через посредство итальянских купцов с Ближнего Востока, из Индии и островов Тихого океана. Мягкий климат, характерный для этого времени, позволял выращивать виноград вплоть до широты Нормандии и Эльзаса, чем обеспечил бурное развитие виноделия. Высокое Средневековье представляет собой время становления и развития кухни в том состоянии, в каком она позднее найдёт своё отображение в поваренных книгах более позднего периода.
- Позднее Средневековье (XIV—XV века) характеризуется нарастающим разрывом между богатством и бедностью, причём нувориши вслед за высшим дворянством не останавливаются перед огромными тратами на экзотические заморские блюда. Появился несколько показной «демократизм», который более всего характеризует итальянская по происхождению мода на сыр, считавшийся ранее едва ли не исключительно простонародным блюдом. В это время постоянно растущая цена на хлеб (тенденция, характерная для времени после эпидемии Чёрной Смерти, которая во Франции дойдёт до своего логического конца в предреволюционную эпоху) обуславливает постепенное ухудшение питания низших классов, уменьшение количества и качества продуктов. Одновременно с этим идёт становление т. н. «Новой кухни» на основе постепенно дешевеющего сахара, которая в конечном итоге станет прародительницей кулинарии Европы в её современном виде. Окончание Средневековья ознаменуется появлением в Европе индийских и американских колониальных товаров, что сразу же даст о себе знать в резком изменении ассортимента огородных культур. Так, из крестьянского обихода навсегда исчезнут и будут забыты вигна, сахарный корень, рапунцель, резко сократится использование сельдерея, мушмулы и т. д.; набор основных ингредиентов для приготовления блюд станет таким, каким он известен сейчас.

## Диетические нормы
Кухни культур Средиземноморского бассейна с глубокой древности были основаны на зерновых, особенно на различных типах пшеницы. Овсянка и каша, а позднее и хлеб, стали основными продуктами, обеспечивающими большинство потребляемых калорий для большей части населения. С VIII по XI столетия пропорция различных зерновых культур в диете выросла с приблизительно 1⁄3 до 3⁄4. Зависимость от пшеницы оставалась весьма значительной на протяжении Средневековья и с расцветом христианства распространилась севернее. В более холодном климате пшеница оказалась менее доступной большинству и в большей степени ассоциировалась с высоким положением в обществе. Важность хлеба для религиозных ритуалов наподобие евхаристии наделила его особого рода престижем среди прочих продуктов. Лишь (оливковое) масло и вино имели сопоставимую ценность, но они оставались в пределах более тёплых и подходящих для производства вина и выращивания маслин регионов. Роль хлеба как «хлеба насущного» и хлеба как сущности показал на примере проповеди святой Августин Блаженный:
Этот хлеб вторит вашей истории … Ибо вы были привнесены в гумно Божье, где молотились … В ожидании катехизиса вы были подобны зерну, хранимому в житнице … В купели же вы были замешаны в единое тесто. В печи Духа Святого испечены вы были в истинный и божественный хлеб.

### Религиозные требования

#### Питание верующего христианина

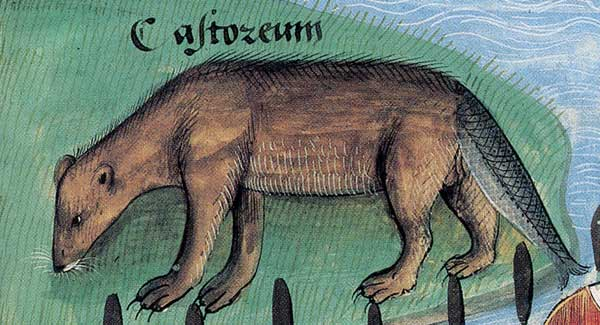
В эпоху Средневековья считалось, что бобровые хвосты были сродни рыбе, а значит их можно было употреблять в пищу в дни поста. Livre des simples médecines, 1480

Католическая и православная церкви и их календари оказывали значительное воздействие на предпочтения в еде; потребление мяса воспрещалось для большинства христиан в течение полной трети года, и все продукты животного происхождения, включая яйца и молочные продукты, но исключая рыбу, были полностью запрещены на протяжении Великого поста и остальных постов. В дополнение, общепринято для всех граждан было поститься до принятия причастия, и такие посты длились порой в течение полного дня, требуя полного же воздержания.
Восточная и Западная церкви считали, что застолья должны были чередоваться с постами. В большей части Европы среды, пятницы, а иногда и субботы, а также различные дни календаря, включая Великий пост и Адвент, были днями поста. Мясо и продукты животного происхождения, вроде молока, сыра, масла и яиц, не дозволялись, лишь рыба. Пост требовался, чтобы смирить плоть и укрепить дух, а также служил напоминанием о жертве Иисуса Христа во имя человечества. Укрепление души состояло не в том, чтобы признать некие продукты «нечистыми», а в том, чтобы преподать урок самоконтроля посредством воздержания. В течение особо серьёзных дней поста количество ежедневной пищи сводилось к минимуму. Даже если большинство людей уважало такие ограничения и соблюдало епитимью, нарушая их, было также множество способов обойти проблему, конфликт идеалов и практики, о котором писательница Бриджит Энн Хениш писала следующее:
Сама людская природа требует построить сложную клетку из правил и норм, в ловушку которых себя можно заманить, и затем, с равной изобретательностью и интересом, ломать голову над проблемой, чтобы триумфально и изящно её решить. Великий пост был проблемой; а игра была нужна, чтобы выведать лазейки.

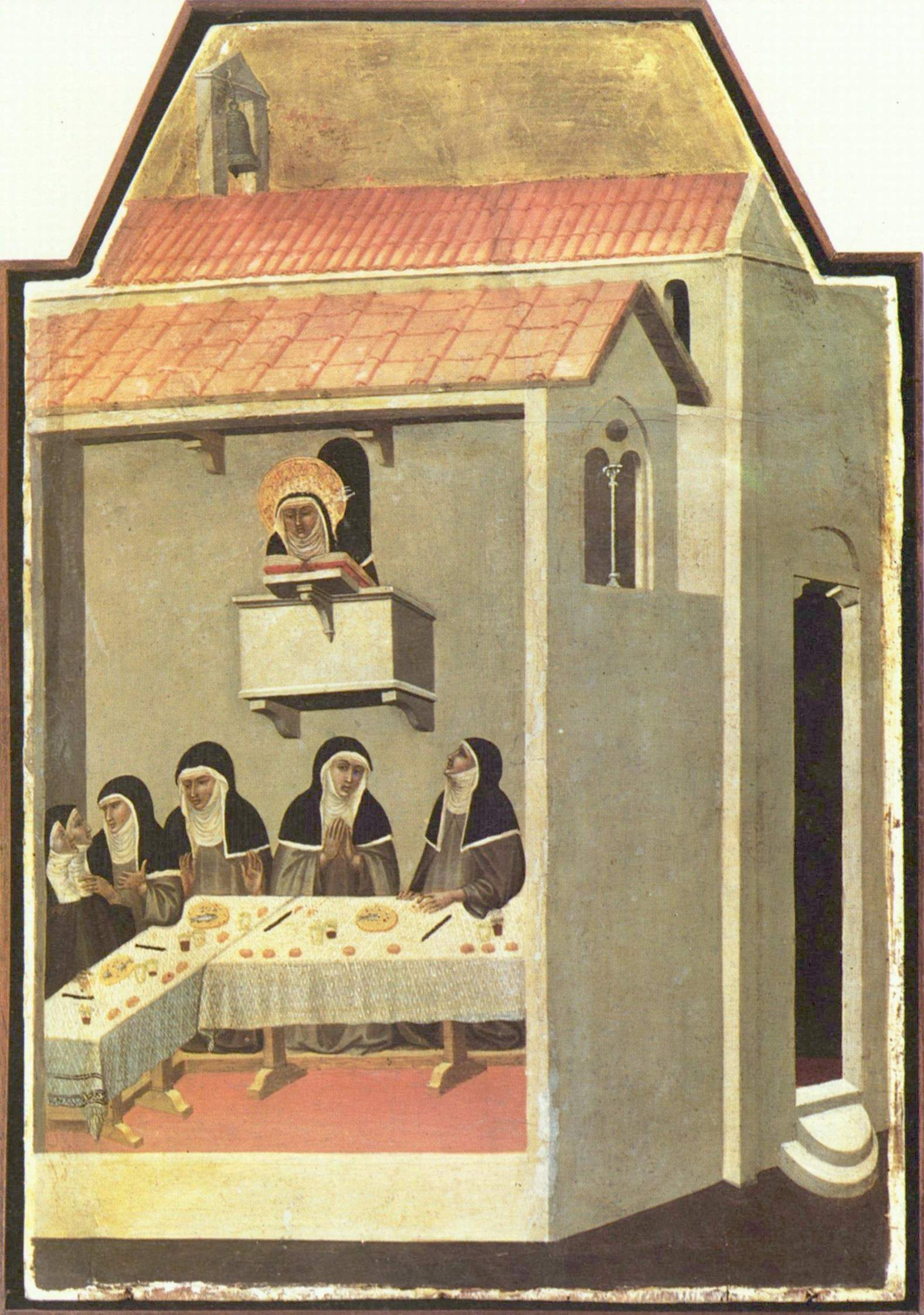
Монахини обедают в молчании, слушая чтение Библии. Обратите внимание на язык жестов, используемый, дабы не нарушать чтение посторонними звуками. Жизнь святой угодницы Гумилитии, Пьетро Лоренцетти, 1341

Хотя продуктов животного происхождения в ходе епитимьи следовало избегать, часто верх брал прагматичный компромисс. Понятие «рыба» часто распространялось на морских и полуводных животных, включая китов, белощёкую казарку, буревестников и даже бобровые хвосты, покрытые чешуёй, несколько схожей на вид с рыбной, в то время как собственно бобры считались «мясом» и потому относились к категории запретных блюд. Выбор ингредиентов, возможно, и ограничивался, но трапезы от этого меньше не становились. Кроме того, не было ограничений против питья (умеренного) и поедания сладостей. Роскошные пиршества устраивались и в рыбные дни, особой популярностью пользовались оригинальные блюда, имитирующие мясо, сыр или яйца. Рыбу могли приготовить таким образом, что она напоминала оленину, а фальшивые яйца готовились путём заполнения пустых яичных скорлупок рыбной икрой и миндальным молоком, с последующим запеканием на углях. Тогда как Византийская церковь придерживалась строгой линии и препятствовала любой кулинарной изысканности в питании духовенства, их западные коллеги были куда более снисходительны. Среди прихожан не было недостатка в жалобах на суровость постов. Во время Великого поста короли, дворянство, буржуазия и простонародье жаловались на недостаток в рационе мяса на протяжении долгих и тяжёлых дней, проводимых в борьбе с собственной греховностью. А владельцев домашнего скота предупреждали о надобности следить за голодными псами, расстроенными «тяжким испытанием Великого поста и рыбьими косточками».
Начиная с XIII века прослеживается тенденция к более формальной трактовке того, что допустимо во время поста. Высшие сословия тщательно следили за тем, чтобы не употреблять мясо в постные дни, но всё же продолжали трапезничать в традиционном для себя стиле, рыба подменяла собой мясо, чаще всего ветчину и бекон; миндальное молоко заменяло молоко животных в качестве более дорогостоящей альтернативы; поддельные яйца с миндальным молоком готовились в пустых скорлупках, приправлялись и украшались редкими и дорогими специями. Однако даже пиршества знати порой затмевались обилием и разнообразием кушаний на столах бенедиктинских монастырей, особенно в праздничные дни, когда количество блюд могло доходить до шестнадцати.
Исключения из поста делались для широкого круга слоёв населения. Фома Аквинский (1225—1274) считал, что было бы разумно ослабить ограничения для детей, стариков, паломников, рабочих и нищих, но не для бедных, пока они имеют нечто вроде прибежища. Во многих отчётах членов монашеских орденов упоминается о несоблюдении ограничений поста вследствие умелых интерпретаций библейских текстов. Поскольку больные освобождались от поста, возросло убеждение в том, что запреты касаются лишь трапезной, и многие монахи-бенедиктинцы ели скоромную пищу в помещении, которое тогда именовалось «мизерикордией», вместо того чтобы есть в рефектории. Вновь назначенные монастырские служители старались бороться с проблемой уклонения от поста не только путём морального осуждения, но также стремились обеспечить контроль над тем, чтобы в дни поста на стол подавались хорошо приготовленные немясные блюда.

#### Иудейская кухня
Иудейская кухня представляет собой одну из частей кулинарной традиции, общей для народов Средиземноморского бассейна, на которую наложилось влияние кулинарии той или иной страны, где обреталась еврейская община, а также требований иудаизма в том, что касается ритуальной чистоты пищи (кашрута) и правил приёма пищи в посты, праздники и будние дни. Среди стран средневековой Западной Европы наиболее изученной представляется кухня арагонских евреев, детально описанная в документах инквизиционного судилища XV века. Дело в том, что в это время иудеи Арагона были поставлены перед выбором — принять насильственное крещение или покинуть страну. Оставшиеся и принявшие христианство (марраны) немедленно попадали в поле зрения инквизиции, которая подозревала многих из них в том, что при чисто внешнем соблюдении христианских обрядов они втайне остаются последователями Моисеевой религии. Одним из способов выслеживания подобных тайных иудеев служили их кулинарные традиции{{подст:уточнить источник}}.
В частности, Шаббат для верующего иудея предусматривал полный отказ от какой-либо деятельности (в том числе от приготовления пищи), и посему основное субботнее блюдо готовилось накануне. Традиционно это был «хамин» — густой суп со сваренными вкрутую яйцами и мясом; крещёные евреи (марраны) по причине того, что суббота в Арагоне почиталась постным днём, вместо мяса отправляли в суп кусок сардины{{подст:уточнить источник}}.
Йом-Кипур, — важнейший праздник иудейского литургического календаря, требовал полного воздержания от пищи и питья вплоть до появления первой звезды. В предшествующий вечер обычно подавалась лёгкая трапеза из птицы, причём запрещалось пить вино или сдабривать пищу специями, «горячащими кровь», в то время как обильная трапеза по завершении поста обязательно включала в себя сладкий густой суп с крутыми яйцами, мёдом, миндалём, сухофруктами, каштанами, сосновыми орешками, оливковым маслом «и прочим в том же духе», как отмечает сарагосский инквизитор, сохранивший для нас этот рецепт. Суп этот следовало настаивать в течение двух или трёх часов{{подст:уточнить источник}}.
В Суккот арагонские евреи имели обыкновение строить прямо на улицах шалаши «из фенхеля и прочей зелени» (которая затем употреблялась в пищу), в следующие 7 дней принято было угощаться сладостями. Среди таковых у евреев Сицилии особенной популярностью пользовалась «кассата» — творожный торт с засахаренными или сваренными в меду фруктами, сохранившиеся документы показывают, что для его изготовления еврейский квартал в огромном количестве закупал местный мягкий сыр — рикотту.
Песах требовал исключить из рациона хамец, заменяя его «чистой» в религиозном отношении мацой. Традиционный Седер Песах также включал в себя сладкое вино, мясо, яйца, горькую зелень (хрен или руту), овощи, орехи{{подст:уточнить источник}}.
Праздничная трапеза на Шавуот обязательно включает молочную и мучную пищу: сыр, творог, сметану, блинчики с творогом, пироги, торты, коврижки с мёдом, пирожки. Этот обычай берёт начало со дня вручения Торы. Вернувшись в лагерь от горы Синай и не успев «откашеровать» посуду, евреи довольствовались молочной пищей. С тех пор, отдавая дань прошлому, на Шавуот едят только молочное.
Кроме ритуальных праздников, сохранялись традиции праздников семейных, в частности, еврейская свадьба требовала огромного количества сытных блюд и сладостей и обязательно завершалась рыбой. Пост, сопровождавший похороны, требовал отказа от мяса и всех напитков, кроме чистой воды. Кроме того, «траурными» блюдами полагались зелёные овощи и яйца, сваренные вкрутую, в то время как при рождении нового члена семьи приглашённых на торжества гостей угощали сладостями{{подст:уточнить источник}}.

#### Кухня мусульман и морисков
В начале VIII века н. э. испанское королевство вестготов пало, и страна оказалась под властью магрибских Омейядов. Государство это, изначально попытавшееся распространить своё влияние вплоть до соседней Франции, со временем постепенно ослабевая и теряя территории, сумеет просуществовать до 1492 года, когда Гранадский эмират окончательно капитулирует под натиском армии Фердинанда Католика. За эти семь веков халифат сумеет пройти обычные для государства стадии зарождения, расцвета, и наконец, крушения и распада, причём вместе с поэзией, наукой и культурой эволюционировать будет также кухня, характерная для западной части исламского мира.
В том виде, в каком мы застаём её в средневековой Испании, мусульманская кухня складывается под перекрёстным влиянием светских и религиозных обычаев составляющих её народов. Ислам, как таковой, развившийся на основе двух более древних авраамических религий (иудаизма и христианства), унаследовал от первого категорический запрет на употребление в пищу свиного мяса, а также крови животных и птиц; для исламской культуры, вслед за иудейской также устоялся обычай забивания животных при соблюдении определённых обрядов (халяль). Иудейское влияние также заметно в правилах соблюдения поста, во время которого запрещено есть и пить от восхода солнца вплоть до появления в небе первой звезды; однако, под влиянием христианства мусульманский пост увеличил свою продолжительность на всё время лунного месяца рамадан. На эти правила дополнительно наложилось характерное для первых последователей пророка морализаторское запрещение вина (и вслед за ним любых иных опьяняющих напитков).
С точки зрения светских обычаев, кухня западного ислама сложилась на стыке влияния собственно арабской — или, точнее сказать, «бедуинской» кухни, развившейся в условиях пустыни; её основой служили баранина и верблюжатина, свежие и сушёные финики, а также многочисленные блюда и напитки на основе верблюжьего и овечьего молока. Подобный рацион, должное время считавшийся «истинно мусульманским», привёл к тому, что подобные вкусы распространились на Северную Африку, и далее на Европу, вплоть до того, что «тарид» — мясной бульон с плавающими в нём кусками пресного арабского хлеба, как любимейшее блюдо пророка, подавался на стол даже могущественному султану Феса. Запрет на спиртное привёл к появлению многочисленных напитков на молочной основе (частью даже изготовлявшихся из перебродившего молока, как, к примеру, айран или арабский лабан).
Завоевание мусульманами Персии привело к тому, что достаточно грубый и простой быт кочевников Аравийского полуострова подвергался мощному влиянию многовековой персидской культуры, поэзии, науки, вслед за чем в рацион мусульманского Востока около VIII в. н. э. вошли (и вплоть до нынешнего времени остаются обязательными его ингредиентами) рис, сахарный тростник, баклажаны и цитрусовые, обусловившие характерные для мусульманской кухни кисло-сладкие сочетания, в той или иной мере дополненные животным жиром или растительным маслом. Кроме того, персы привили завоевателям вкус к многочисленным садовым культурам — винограду, миндалю, грецким орехам, которые подавали на стол свежими, сушёными или засахаренными. И наконец, римское и греческое влияние сказалось на мусульманской диетологии, целиком построенной на принципах аристотелизма и галенизма.
Пристрастие к специям, столь характерное для Средних Веков, не обошло собой и мусульманскую кухню, однако, если для Франции, Италии и Германии «королём специй» считался имбирь, которым весьма обильно приправляли блюда, за ним же шёл перец — испанские арабы предпочитали кардамон и зиру, и только шафран был одинаково характерен для всех регионов Европы, безразлично к их вероисповеданию.
Щекотливый вопрос о взаимовлиянии христианской и мусульманской кулинарных традиций поднимался в литературе не раз, но так и не нашёл себе однозначного решения, варьируясь от крайних точек зрения — как то предположения о том, что «от мусульман заимствован был разве что абрикос» — до полного взаимопроникновения и взаимовлияния. В настоящее время большинство исследователей склоняются к тому, что влияние кухни ислама на кулинарные привычки христианских народов было в достаточной мере скромным. Следует упомянуть единственно шпинат — растение родом из Персии, которое распространилось в Европе, возможно, под влиянием андалусских арабов, а также рис и сахар, завезённые из Индии и Китая, также, быть может, через мусульманское посредство. Все прочие многочисленные «сарацинские» деликатесы, которые упоминаются в кулинарных книгах Средневековья, как то убедительно доказал французский исследователь Бруно Лорио, представляют собой вполне типичные западные блюда, соответствующие вкусам аристократии, пришедшие не столько от мусульман, сколько от христианских жителей Испании.

### Классовые различия
Средневековое общество было сильно стратифицировано. В те времена, когда массовый голод был обычным явлением, а социальная иерархия соблюдалась подчас довольно жёстко, употребляемые в пищу продукты были важным показателем социального положения. Средневековое общество делилось на три сословия: простолюдинов, то есть податное население городов и деревень, духовенство и дворянство. Отношения между классами строились строго иерархически. Внутри дворянства и духовенства также были подклассы, начиная с монархов, пап, герцогов, епископов и кончая их подчинёнными оруженосцами и священниками. Полагалось, что каждому человеку надлежит оставаться внутри своего сословия, уважать вышестоящих и признавать их власть. Политическая власть служила показателем не только могущества, но и богатства. Дворяне обедали свежей дичью, приправленной экзотическими специями, и соблюдали застольный этикет; простолюдины обходились грубым ячменным хлебом, солёной свининой и бобами, и изысканные манеры были им чужды. Даже диетические рекомендации разнились: системе питания высших сословий следовало быть столь же утончённой, под стать их «более совершенной» физической конституции, и быть свидетельством экономической действительности. Считалось, что пищеварительная система представителя аристократии, в отличие от его подданных, была более капризна и требовала блюд и продуктов высшего качества.
В период позднего Средневековья возросший достаток купцов и торговцев из среднего класса стал причиной того, что простолюдины начали подражать аристократии, а это грозило сломом символических барьеров между благородными и нижестоящими классами. Ответной реакцией на это стало появление дидактической литературы, предупреждавшей об опасности диеты, не соответствовавшей классу, и сумптуарных законов, ограничивавших обилие пиршеств простолюдинов.

### Диетология
Медицинская наука Средневековья имела значительное влияние на то, что считалось высшими сословиями здоровым и питательным. Образ жизни высшего сословия — включая диету, физические упражнения, подобающее поведение в обществе, испытанные медицинские препараты — служил целям достижения хорошей и качественной жизни, и уже тогда считалось, что у каждого типа еды были свойства, так или иначе отражавшиеся на здоровье человека. Все продукты питания классифицировались от горячих к холодным и от влажных к сухим в соответствии с предложенной Галеном теорией четырёх телесных соков («гуморов»), доминировавшей в западной Европе с периода поздней античности до XVII столетия.
Средневековые учёные считали, что человеческое пищеварение было процессом, схожим с приготовлением пищи. Переваривание пищи в желудке рассматривалось как продолжение готовки, начатой поваром. Считалось, что для еды, которая будет должным образом «приготовлена», и для питательных веществ, которые будут должным образом усвоены, было важно, чтобы желудок наполнялся в соответствующей манере. Сначала потреблялись удобоваримые продукты, постепенно сменяясь более «тяжёлыми» блюдами. Если такой порядок не соблюдался, то считалось, что тяжёлая пища оседает на дне желудка, блокируя пищеварительный канал, из-за чего еда очень медленно переваривалась и служила причиной гниения тела, а также способствовала попаданию «плохих соков» в желудок. Это также служило причиной того, что пищу различных свойств стремились не смешивать.
Перед едой желудок должен был быть «открыт» при помощи аперитива (от лат. aperire — «открывать»), который имел предпочтительно горячую и сухую природу: кондитерские изделия, приготовленные с сахаром или мёдом, покрытые специями, вроде имбиря, тмина и семян аниса, фенхеля или кумина, вино и подслащённые молочные напитки. Застолье должно было начинаться с легко перевариваемых фруктов, например, яблок. Затем следовали овощи: салат, капуста, портулак, зелень, сырые фрукты, «белое мясо», вроде цыплёнка и козлят, с густыми супами и бульонами. Затем следовало «тяжёлое» мясо, вроде свинины и говядины, вместе с овощами и орехами, а также груши и каштаны, которые считались менее удобоваримыми. По окончании приёма пищи, для «закрытия» желудка, средневековые медики советовали дижестив, в роли которого выступали драже, в Средние века это были кусочки пряного сахара, или гипокрас, ароматизированное специями вино, и выдержанный сыр.
Идеальная пища, как ожидалось, должна была соответствовать «сокам» человека, то есть быть умеренно тёплой и влажной. Пища предпочтительно должна была быть мелко порубленной, растёртой, толчёной, чтобы достичь полного перемешивания всех ингредиентов. Белое вино считалось «холоднее» красного, точно такое же различие проводилось между красным и белым уксусом. Молоко считалось умеренно тёплым и влажным, но молоко разных животных различалось. Яичные желтки считались тёплыми и влажными, тогда как белки — влажными и холодными. От квалифицированных поваров ожидалось следование заветам гуморальной медицины. Несмотря на то, что это ограничивало комбинации пищи, которую они могли готовить, всегда оставалось достаточно пространства для искусных вариаций в зависимости от таланта и профессионализма повара.

### Структура потребления калорий
Калорийность и структура средневековой диеты менялись как с течением времени, так и в зависимости от регионов и между классами. Тем не менее, большинство населения употребляло пищу с высоким содержанием углеводов, при этом большая часть бюджета приходилась на такие калорийные продукты, как зерновые культуры и алкоголь (например, пиво). Даже при том, что мясо высоко ценилось всеми, низшие классы чаще всего не могли его себе позволить, к тому же церковь запрещала потреблять мясо в определённые дни. В Англии XIII столетия мясо составляло лишь незначительную часть калорий в рационе типичного полевого рабочего; однако его доля увеличилась после Чёрной смерти, и уже к XV веку составляла 20 % от общего количества калорий. Даже среди благородных сословий средневековой Англии зерно обеспечивало 65-70 % калорий в начале XIV века, несмотря на широко представленную на столе рыбу и мясо, и учитывая, что после Чёрной смерти потребление мяса высшими сословиями тоже выросло. В одном английском аристократическом хозяйстве начала XV века, детальные записи которого доступны (например графа Уорика), джентри получали 3,8 фунтов (1,7 кг) мяса разных видов для обычной трапезы осенью и 2,4 фунта (1,1 кг) зимой, и это в дополнение к 0,9 фунтам (0,41 кг) хлеба и 1/4 галлона (1,1 л) пива или вина (питались мясом два раза в день, пять дней в неделю, за исключением Великого поста). В хозяйстве Генри Стаффорда в 1469 году джентри получали 2,1 фунта (0,95 кг) мяса для трапезы, все остальные — по 1,04 фунта (0,47 кг); каждый получал 0,4 фунта (0,18 кг) хлеба и 1/4 галлона (1,1 л) алкоголя. Вдобавок к этому, некоторые домочадцы (обычно меньшинство) завтракали без мяса, однако компенсировали это ещё одной четвертью галлона пива. Точно не установленные объёмы хлеба и эля, вероятно, потреблялись в промежутках между приёмами пищи. Диета лорда отличалась от стандартной структуры уменьшенными объёмами «красного мяса» и большими объёмами высококачественной дичи, свежей рыбы, фруктов и вина.
В монастырях, начиная с VII века, базовая структура рациона регулировалась Уставом святого Бенедикта, а в 1336 году была ужесточена папой Бенедиктом XII, однако, как уже отмечалось выше, монахи овладели мастерством обхождения этих правил. Количество вина ограничивалось половиной пинты в сутки (280 мл), однако соответствующего лимита на пиво не было, и, например в Вестминстерском аббатстве каждый монах получал в сутки примерно галлон (4,5 л) пива. Мясо «четвероногих животных» было запрещено к употреблению на протяжении всего года для всех, кроме особо ослабленных или болеющих. Одним из способов обойти запрет (кроме перечислявшихся выше) было потребление субпродуктов и различной прошедшей обработку пищи, например, бекона, которые за мясо не считались. В монастырях были помещения под названием «мизерикордия», на которые Устав святого Бенедикта не распространялся, где потребляла пищу значительная часть монахов. Каждого монаха регулярно посылали в рефекторий или мизерикордию. Когда папа Бенедикт XII постановил, что по крайней мере половина всех монахов обязана питаться в рефектории ежедневно, монахи ответили на это исключением из общего их количества больных и тех, кто был приглашён к столу настоятеля монастыря. В целом, монаху в Вестминстерском аббатстве в конце XV века полагалось по 2,25 фунта (1,02 кг) хлеба и по 5 яиц в день за исключением пятницы и Великого поста, по 2 фунта (0,91 кг) мяса в день за исключением среды, пятницы, субботы, Адвента и Великого поста, а также по 2 фунта рыбы три дня в неделю и ежедневно в течение Адвента и Великого поста. Такая структура потребления калорий отражает первоклассный статус английских позднесредневековых монастырей и особенно Вестминстерского аббатства, которое являлось богатейшим монастырём в стране; монахи в остальных монастырях питались более скромно.
Совокупное число потребляемых калорий является предметом споров. По усреднённой оценке взрослый мужчина-крестьянин нуждался в 2900 калориях в день, взрослая женщина — в 2150 калориях. Предлагались более низкие и более высокие оценки. Занятые особо тяжёлым физическим трудом, например, моряки и солдаты, могли потреблять 3500 или более калорий в сутки. Аристократия, как считается, получала от 4000 до 5000 калорий в сутки. Монахи потребляли 6000 калорий в сутки по «обычным» дням и 4500 во время поста. Как следствие, среди высших сословий была распространена тучность. Монахи особенно часто страдали от связанных с ожирением проблем, например, артрита. Подагра, вызываемая обильным потреблением блюд из жареной дичи, стала типичной болезнью аристократии Средневековья.

## Региональные различия

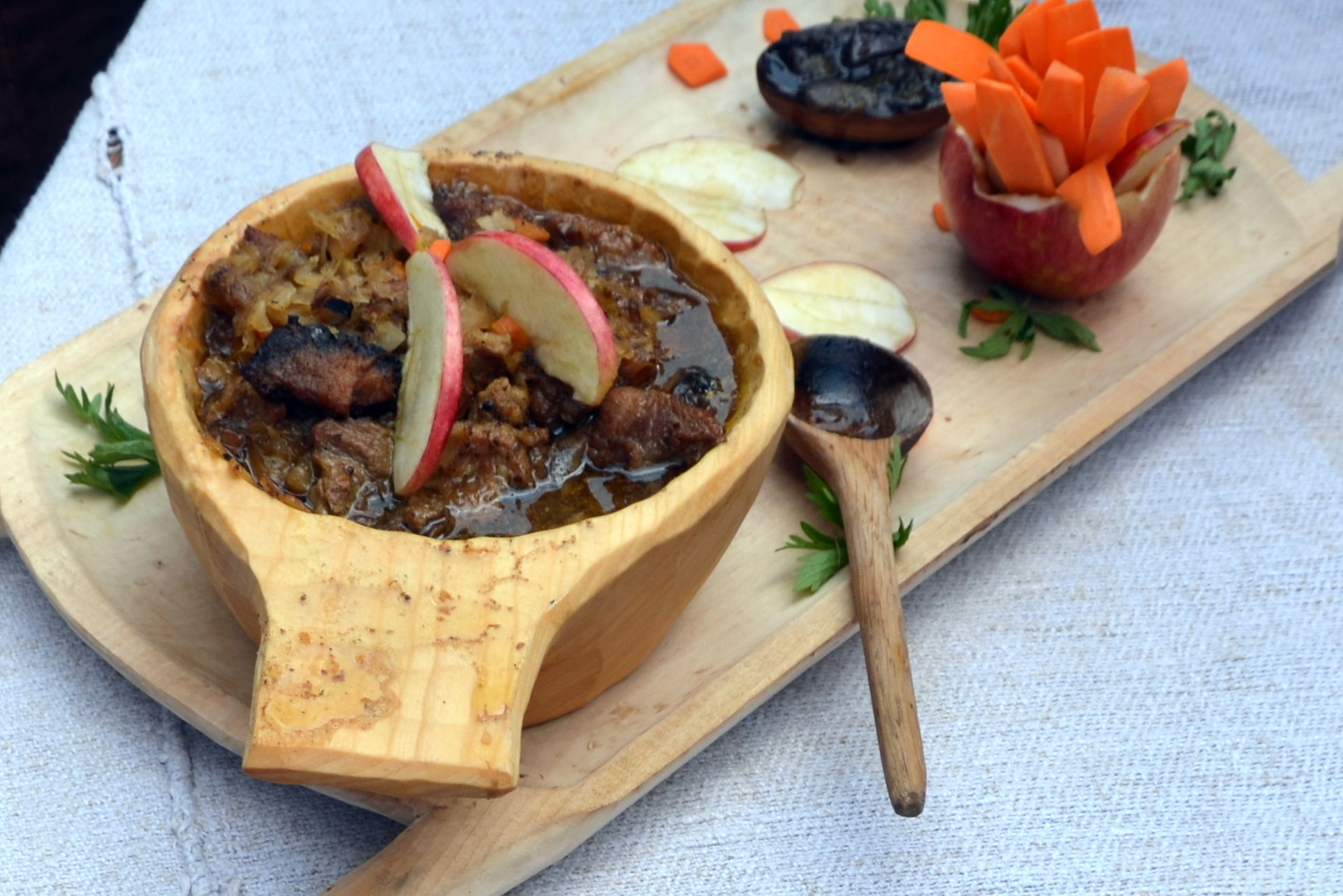
Еда раннего средневековья на фестивале исторической реконструкции в Польше

Региональные деликатесы, являющиеся неотъемлемой частью Раннего Нового и Нового времени, не упоминаются в сохранившейся до наших дней редкой документации. Вместо этого средневековая кухня могла дифференцироваться по зерновым злакам и маслам, которые в совокупности формировали диетические нормы и пересекли этнические, а позднее и национальные границы. Географические перемены в пище в основном обуславливались климатом, типом правления и местными обычаями, менявшимися на протяжении континента. Хотя и следует избегать широких обобщений, более или менее можно выделить пищевые доминанты, характерные для того или иного региона. На Британских островах, в северной Франции, Нижних землях, северных германоговорящих областях, Скандинавии и Балтике климат был слишком суров для культивирования винограда и маслин. На юге вино было общеупотребительным напитком для всех сословий (однако простолюдины были часто вынуждены потреблять второсортное и дешёвое вино), в то время как на севере пиво служило главным алкогольным напитком для простолюдинов, а знать потребляла дорогое импортированное вино. Цитрусовые и гранаты были распространены в Средиземноморье. Сушёные фиги и финики были доступны и на севере, но использовались умеренно при приготовлении пищи.
Оливковое масло было повсеместно встречающимся ингредиентом в районе Средиземноморья, но на севере было дорогим ввозным продуктом. В качестве альтернативы оливковому выступало масло маковых, грецких орехов, лещины и фундука. Масло и сало, особенно после Чёрной смерти, стали менее дефицитными и использовались в значительных количествах на территории северных и северо-западных стран, преимущественно в Исторических Нидерландах. Почти универсальным и для высшего и для среднего класса по всей Европе было применение на кухне сладкого миндаля, который использовался для приготовления миндального молока. Оно применялось в качестве заменителя яиц или животного молока; горькие разновидности миндаля вошли в обиход гораздо позже.

## Приём пищи

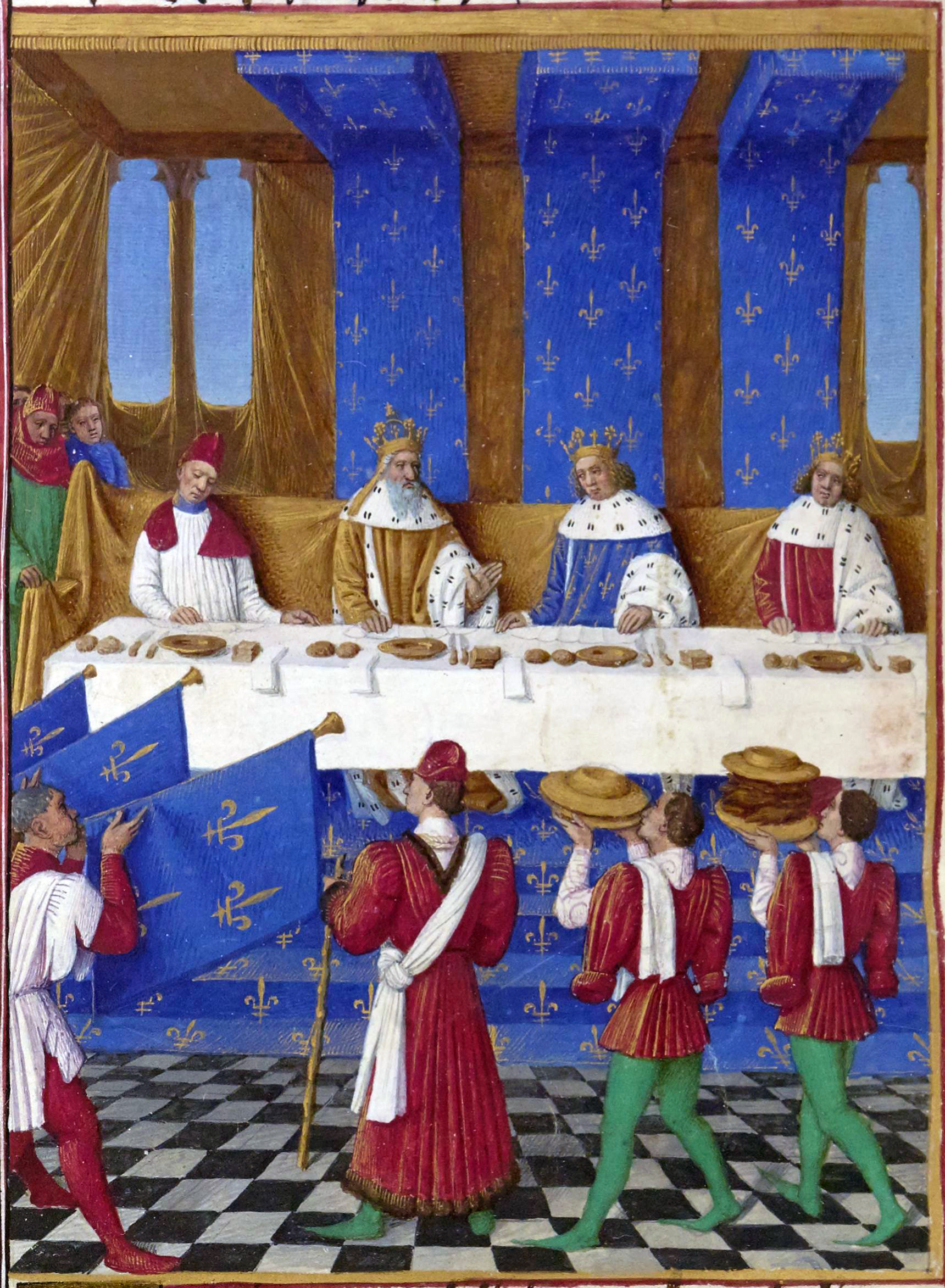
Банкет, данный в Париже в 1378 году королём Франции Карлом V (центр, в голубом одеянии) для короля Германии Карла IV (левее) и его сына Венцеля. У каждого из гостей по два ножа, квадратная коробочка с солью, салфетка, хлеб и тарелка. Миниатюра Жана Фуке, 1455—1460

Павлина забивайте как гуся, снимите кожу вкупе с головой и хвостом, прошпигуйте и натрите салом…, когда придет время подавать на стол, натяните кожу, в то время как голову и хвост следует поддержать с помощью тонких деревянных или же латунных палочек, пропустив таковые между перьями, дабы создать вид, будто павлин раскрыл свой хвост.
В Европе типичным было принимать пищу дважды в сутки: обед ближе к полудню и лёгкий ужин вечером. Такая система была распространена повсеместно на протяжении Поздних Средних веков. Незначительные промежуточные приёмы пищи были распространены, однако зависели от социального статуса. Считалось, что тот, кто не занят физическим трудом, мог обойтись без этого. Моралисты осуждали слишком ранний приём пищи, церковнослужители и джентри избегали его. Но по практическим причинам завтраком начинался день рабочего, также завтрак не возбранялся детям, женщинам, старикам и больным. Так как церковь выступала против обжорства и прочих плотских слабостей, мужчинам считалось завтракать неприличным. Щедрые банкеты и поздние ужины со значительным количеством алкоголя считались безнравственными, они ставились в один ряд с азартными играми, сквернословием, опьянением и непристойным поведением. Незначительные перерывы на приём пищи и снеки (перекусы на ходу в англоязычных странах) были распространены, хотя тоже церковью не одобрялись, а рабочие часто получали от своих работодателей пособие на приобретение полдников, небольших порций пищи, съедаемых во время перерывов.

### Этикет

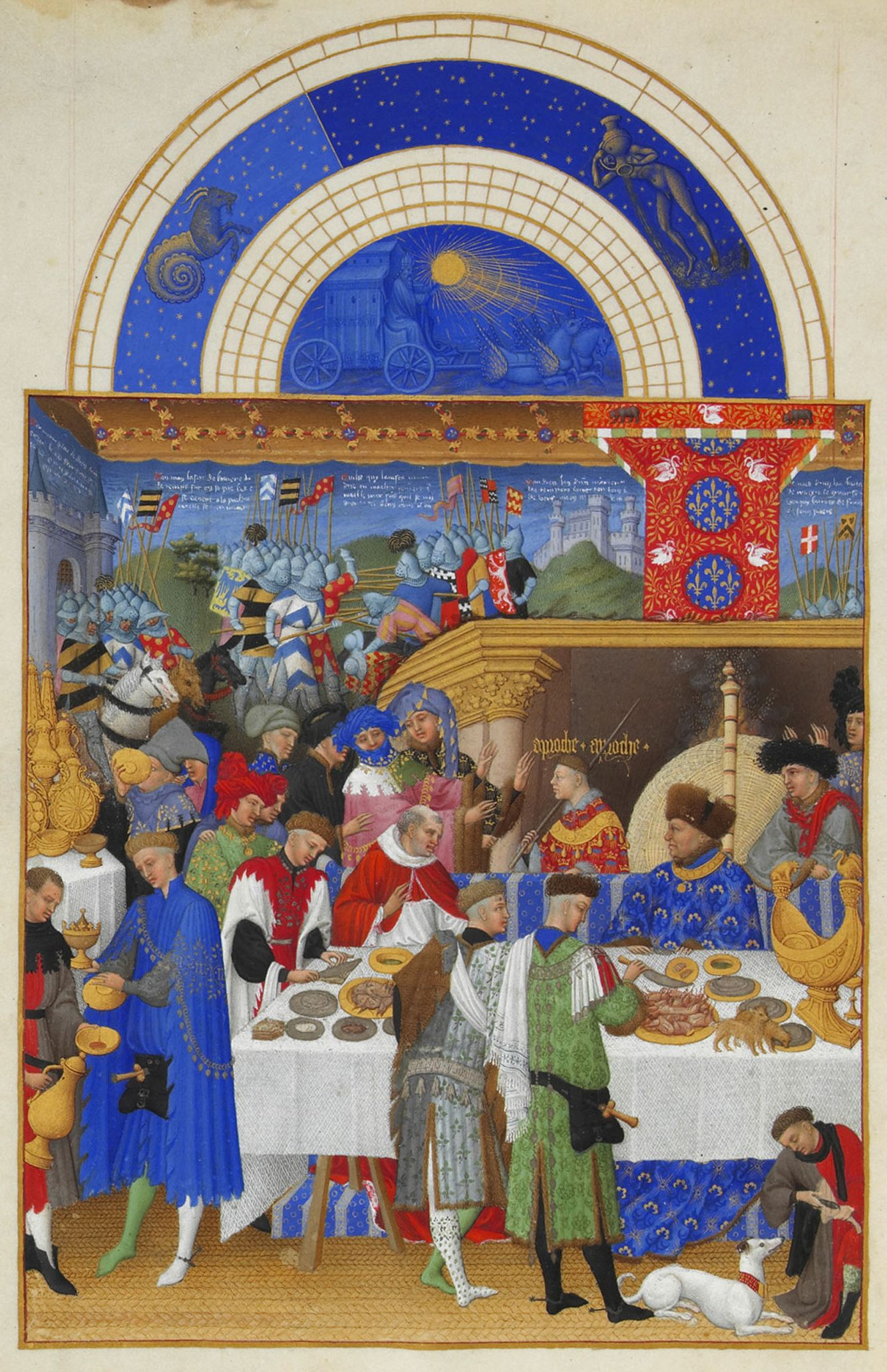
Жан, герцог Берри, наслаждается пиршеством. Герцог сидит за высоким столом под роскошным балдахином возле камина. Перед столом стоят слуги, в том числе нарезчик. По левую руку от герцога стоит золотая солонка, или неф в форме судна; Великолепный часослов герцога Беррийского, ок. 1410—1416

Как и с почти каждым аспектом средневековой жизни, приём пищи был делом общественным. Всё домовладение, включая слуг, в идеале обедало вместе. Питаться украдкой и в одиночестве считалось за надменность и иррациональный эгоизм в мире, где люди очень часто друг от друга зависели. В XIII столетии английский епископ Роберт Гроссетест советовал графине Линкольна: «запретите обеды и ужины вне обеденного зала, в секретных и личных комнатах, поскольку из этого лишь ненужное излишество проистекает, а лорд и леди не получают долженствующего чествования.» Он также рекомендовал следить за слугами, чтобы они не собирали со стола украдкой объедки для своего ужина, а принимали их вместо того в качестве подаяния. В конце Средневековья обеспеченные люди всё более стремились избежать режима строгого коллективизма. Когда было возможно, богатые хозяева удалялись со своими супругами в частные палаты, где можно было провести время с близкими более приватно, хотя это и считалось признаком снобизма. Быть приглашённым в личные палаты лорда тем не менее означало большую привилегию, и могло использоваться как инструмент вознаграждения друзей и союзников для того чтобы внушить прочим подчинённым почтение и страх. Это позволяло лорду дистанцироваться от остального домовладения и наслаждаться более роскошной едой, подавая еду более низкого качества для остальной части домовладения, которая всё ещё обедала в Большом зале. Однако в знаменательные даты, по важным случая и на банкетах лорд и леди по прежнему проводили время вместе со всеми остальными. Хотя и существуют описания этикета по особым случаям, мало известно о том, как ежедневно питалась элита, или о застольных манерах простолюдинов и бедняков. Однако можно предположить, что в обыденном приёме пищи не было места такой роскошной экстравагантности как многократная смена блюд, дорогостоящих специй или мытья рук в ароматной воде перед каждой сменой блюда.
Этикет различных слоёв населения разительно отличался. Обеспеченные слои населения перед приёмом пищи и сменами блюд омывали руки и вытирали их льняными полотенцами, предлагавшимися гостям для поддержания чистоты телесной. Социальные нормы делали проблематичным поддержание безупречной опрятности во время приёма пищи для женщин, посему жена домовладельца ела конфиденциально и в узком кругу, появляясь лишь на банкетах. Она могла присоединиться к приёму пищи лишь после смены блюд, потенциально способных запачкать, или же довольствовалась небольшим количеством пищи. В целом, «высокая кухня» была преимущественно мужским делом, однако наиболее почётные гости могли привести с собой своих жён или фрейлин. Иерархическая структура общества укреплялась за счёт норм этикета, по которой нижестоящие по положению, как ожидалось, выражали почтение вышестоящим, юные помогали старшим, а мужчины помогали женщинам избегать загрязнения платья и репутации при обращении с едой неженственным образом. Общая чаша была обыденным явлением даже на щедрых банкетах для всех, кроме тех, кто был за «высоким столом»; стандартным было преломлять хлеб или нарезать мясо для компаньонов.
Блюда в основном подавались на тарелках или в горшочках для тушения, и едоки выкладывали свою долю на подносы-тренчеры (нередко сочетающие в себе и функции суповой тарелки благодаря выемке по центру) из очерствелого хлеба, дерева или пьютера при помощи ложки или рук. В домохозяйствах низших классов принимать пищу обычно было принято прямо со стола. Ножи использовались за столом, причём каждый приносил собственный, и лишь особо значительным гостям мог быть отдан в пользование личный нож. Вилка не получила в Европе широкого распространения вплоть до периода Раннего модерна, и прежде ограничивалась Италией. Даже там вилка до XIV столетия не получала широкого распространения среди всех социальных слоёв. Реакция на иностранное влияние в этикете может быть проиллюстрирована впечатлением, которое производила византийская принцесса Феодора Дукиня в конце XI века. Она была женой дожа Венеции Доменико Сельво, и вызывала своей чуждостью у простых венецианцев тревогу. Настойчивость иностранной супруги в тщательном нарезании пищи посредством приказаний слуге-евнуху и последующее поглощение пищи мелкими кусочками с использованием золотой вилки так шокировала и смущала застольных гостей, что епископ Остии — Пётр Дамиани, позднее интерпретировал её манеры как гордыню, и писал о ней следующее: «…жена Венецианского дожа, чьё тело, ввиду её чрезмерной изысканности, полностью прогнило». Однако авторство этой фразы спорно, так как Дамиани скончался в 1072 или 1073 годах, а свадьба Феодоры и Доменико состоялась в 1075 году.

## Приготовление пищи

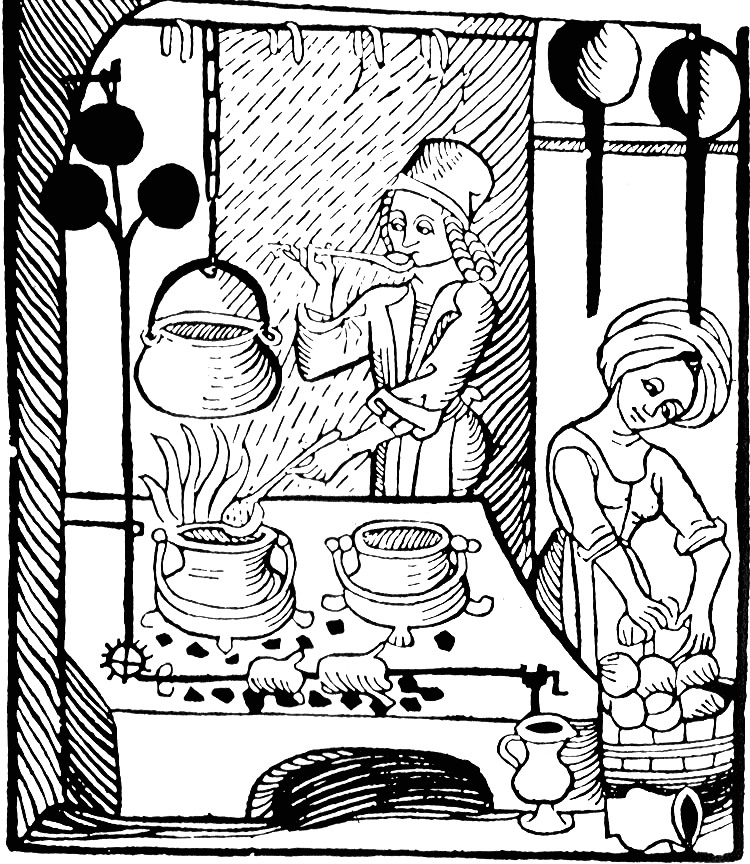
Повар с ковшом; ксилография из Kuchenmaistrey, первой иллюстрированной поваренной книги в Германии, 1485 год

Все способы приготовления пищи требовали прямого воздействия огнём. Кухонные печи появились только в XVIII столетии. Духовки уже тогда использовались, но были дорогостоящими и стояли только в крупных и богатых домовладениях или в пекарнях. Было обыкновением для коммуны делить между своими членами право пользования духовкой для гарантии того, что хлеб, необходимый каждому, будет готовиться общими усилиями, а не частным порядком. Существовали также и портативные духовки, сконструированные для заполнения пищей, обложенной горячими углями, и ещё более крупные на колёсах, которые использовались для продажи пирогов прямо на улице средневекового города. Но для большинства людей готовка осуществлялась в простых сотейниках, так как это было наиболее рациональным использованием дров и позволяло не терять ценные кулинарные соки, что делало густые супы и рагу наиболее распространёнными блюдами. В целом, большинство данных свидетельствует в пользу того, что у средневековых блюд было довольно высокое содержание жиров, или же они всё равно в них присутствовали. Видимо, это было связано с тем, что полнота облегчала тяготы в условиях изнурительного и тяжёлого труда, голода и постов, некоторая округлость была скорее желательной, только бедные, болеющие или аскеты были худыми.
Фрукты охотно сочетали с мясом, рыбой и яйцами. К примеру, рецепт рыбного пирога Tart de brymlent из коллекции рецептов Формы приготовления еды включал в себя такие ингредиенты, как фига, изюм, яблоко и груша с рыбой (лососем, треской или пикшей) с выложенным терносливом поверх корки. Считалось важным, чтобы блюдо соответствовало нормам медицины и диетологии того времени. Это означало, что пища должна была быть «умеренной» согласно её натуре, соответствующей технологии приготовления, соединения ингредиентов, добавления приправ и специй. К примеру, рыба считалась «холодной» и «сырой», лучшим способом её приготовления считались сушка и нагрев, например, жарка или запекание в духовке и сдабривание «горячими» и «сухими» специями. Говядина считалась «сухой» и «горячей», потому лучшим способом её приготовления считалась варка; свинина — «горячая» и «сырая» — должна была жариться. Во множестве собраний рецептов нередко встречаются альтернативные компоненты для блюд в соответствии с нормами гуморальной природы, тогда как современный повар старается заменять один продукт другим, близким по вкусу. Так, в рецепте айвового пирога капуста была уместна в любом случае, а вот турнепс мог быть заменён грушами.
Полностью съедобный песочный пирог не встречается в рецептах вплоть до XV столетия. До того пирожные и печенье в основном использовались как кулинарный контейнер в технике, известной как  'гневная паста' . Сохранившиеся коллекции рецептов демонстрируют прогресс в гастрономии позднего средневековья. Новые техники, такие как песочный пирог и осветление желе при помощи яичных белков, стали появляться в рецептах конца XIV столетия. Рецепты стали включать в себя более подробные инструкции к действию, вместо того, чтобы быть чем-то вроде памяток для уже квалифицированных и умелых поваров.

### Средневековая кухня

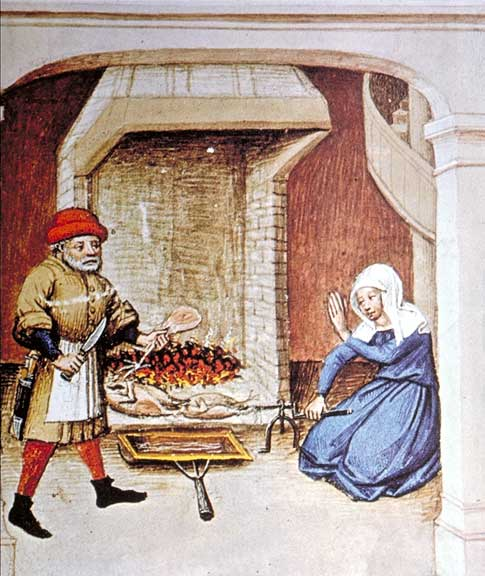
Домашняя птица на вертеле. Под вертелом узкий неглубокий тазик для сбора сока, используемого в соусах или для поливки жаркого; миниатюра из Декамерона, Фландрия, 1432

В большинстве домовладений приготовление осуществлялось на открытом очаге посреди основной жилой площади для того, чтобы эффективно использовать тепло. Это было наиболее распространённой особенностью даже для богатых домов, где кухня была объединена со столовой. К Позднему Средневековью помещение кухни стало отделяться от основного жилья. Первым шагом было переместить камин к стенам главного зала, а позднее выстроить отдельное здание или крыло, в котором кухня и помещалась, часто отделяемая от главного зала крытой галереей. Таким путём дым, ароматы и суета кухни не тревожили гостей и уменьшалась пожароопасность.
Множество основных вариаций кухонных принадлежностей, включая сковороды, кастрюли, чайники и вафельницы, уже существовали, хотя они часто были слишком дороги для бедных домовладений. Другие инструменты были более приспособлены для готовки на открытом огне, к примеру вертел различных размеров и материала исполнения, годный для разного спектра задач, начиная с того, чтобы проткнуть перепелов и вплоть до протыкания туши целого вола. Были в обиходе даже небольшие кухонные краны с настраиваемыми крючками, чтобы можно было быстро сдвинуть с огня котлы чтобы не дать пище пригореть или жидкости перекипеть. Посуда нередко придерживалась над открытым огнём, или же удерживалась на треногах, под которыми были выложены раскалённые угли. В помощь поварам существовали различные ножи, ложки для помешивания, ковши и тёрки. В богатых домовладениях одними из наиболее распространённых инструментов были ступки и сито-ткань, потому как множество средневековых рецептов требовали тщательно измельчать пищу, протирать, процеживать до или после готовки. Это было основано на вере, внушаемой врачами, что чем лучше измельчена пища, тем эффективнее тело поглотит её. Это также давало возможность для умелых поваров свободно и более тщательно продумывать результаты. Пища с тонкозернистой структурой также ассоциировалась с богатством; к примеру, мука мелкого помола была дорогой, в то время как хлеб простого человека был обычно коричневым и грубым. Фаршировка тушек животных была весьма распространённым явлением, с тушки животного снимали кожицу и наполняли её рубленым мясом со специями а также другими ингредиентами, из этого формировали тушку другого животного или надевали кожицу обратно на тушку, или же фаршировке подвергалась сама тушка, освобождённая от потрохов.
Кухонный штат в аристократических домах и королевском дворе мог исчисляться сотнями людей: пекарями, вафельщиками, соусье (специалистами по готовке соусов и горячих закусок), кладовщиками, мясниками, нарезчиками мяса, мелкими служащими, доярками, официантами и бесчисленными поварятами. Тогда как обычное крестьянское домовладение часто могло обойтись дровами из ближайшего леса, придворные и королевские кухни должны были управляться с логистикой ежедневного обеспечения минимум двух приёмов пищи для нескольких сотен человек. Руководство по тому, как готовились двухдневные банкеты, можно найти в поваренной книге Du fait de cuisine, шефа-мастера Амадея VIII, созданной в 1420 году отчасти в целях судебной тяжбы в суде Бургундии. Он рекомендовал, чтобы под рукой у главного повара было по крайней мере около тысячи возов хороших сухих дров и большой запас угля.

### Хранение
Методы хранения пищи в общих своих чертах не менялись со времён Античности, и не претерпевали существенных изменений вплоть до изобретения в XIX веке консервов. Самым распространённым методом хранения было подвергать продукты воздействию тепла или ветра для удаления влаги. Это не всегда сохраняло аромат продукта, но продлевало срок годности почти всех продуктов питания от зерновых до мяса: сушка способствовала снижению активности различных водyозависимых микроорганизмов, приводивших к разложению. В странах с тёплым климатом продукт оставлялся на солнце, а в странах с более прохладным климатом на сильном ветре (так готовилась вяленая рыба), или подвергался действию печного тепла, сушился в тёплом подвале, чердаке, а иногда и просто в натопленном жилом помещении. Помимо двух вышеуказанных способов для сохранения пищи применялся целый ряд химических процессов: копчение, засолка, тузлукование, а также маринование и брожение. Большинство этих методов отличало то, что они требовали меньших сроков и изменяли вкус продукта. Копчение и засолка мяса забитого осенью скота было распространённой бытовой стратегией, так избегали необходимости кормить животных в холодные и голодные зимние месяцы. Масло, как правило, сильно солили (5-10 %), чтобы оно не портилось. Овощи, яйца и рыба часто мариновались в плотно закрытых банках, в солёной или кислой жидкости (лимонный сок, вержус или уксус). Продукты также сохраняли, покрывая их слоем мёда, сахара или жира. Микробиальная модификация была известна уже тогда. Зерно, фрукты и ягоды перерабатывались в алкогольные напитки, в которых спирт убивал почти любые патогены, а молоко бродило и вызревало в множество видов сыра и пахту.

### Профессиональная кулинария

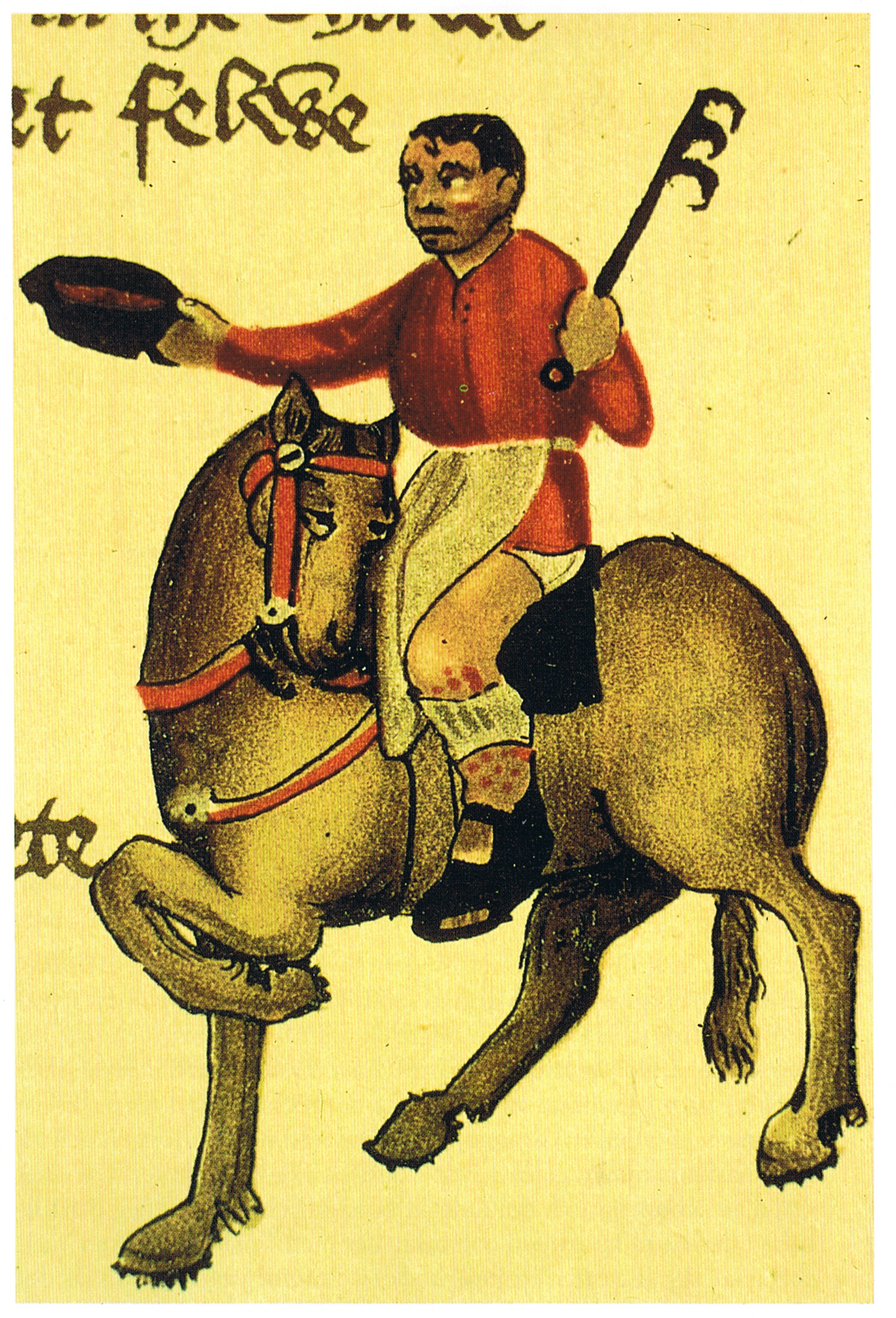
Дискредитированный повар из «Кентерберийских рассказов» Джеффри Чосера. В левой руке он держит крюк для подвески мяса — один из основных кухонных инструментов Средневековья; Элсмирский манускрипт, 1410 год

Большая часть европейского населения до эпохи индустриализации проживала на изолированных фермах и домовладениях. Нормой была полная самостоятельность и лишь небольшой процент производимой продукции экспортировался или продавался на рынках. Крупные города были исключением и не могли существовать без существенной поддержки со стороны окружающих владений, которые снабжали их пищей и топливом. Плотное городское население могло поддерживать разнообразие продовольственных учреждений которые посещали представители самых разных социальных прослоек. Множество бедных горожан вынуждены были жить в условиях тесноты без доступа к кухне и даже очагу, и многие не владели даже основными кухонными принадлежностями. Покупка пищи у продавцов была для них единственным выходом. В связи с общим усложнением процесса приготовления блюд (начиная с XIV в.), а также отсутствия у большей части городского населения хлебных печей, в городах появились столовые или «кухни». Эти заведения предлагали уже готовую горячую пищу (ранняя форма фаст-фуда) или услуги по приготовлению блюд, если заказчик снабжал их частью или всеми необходимыми ингредиентами. Путешественники, например пилигримы, на пути к священным местам, пользовались услугами профессиональных поваров, чтобы избежать необходимости нести с собой ещё и провизию. Для более обеспеченных слоёв населения был доступен целый спектр специалистов, которые готовы были предоставить множество различных продуктов и приправ: торговцы сыром, пирожники, соусье, вафельщики, и т. д. Богатые граждане, которые имели возможность готовки на дому, могли в особых случаях нанимать профессионалов, когда их собственная кухня или штат не справлялись с бременем подготовки к серьёзному банкету.
Городские харчевни, которые принимали бедняков и рабочий класс, считались сомнительными заведениями, не подходящими для зажиточных и дорожащих своей репутацией профессиональных поваров. У Джеффри Чосера в одном из произведений лондонский повар из Кентерберийских рассказов упоминается как сомнительный поставщик непотребной еды, а французский кардинал Жак де Витри, проповедовавший в начале XIII столетия, описывает продавцов готового мяса как прямую угрозу здоровью в одной из проповедей. С одной стороны, профессия повара была уважаемой, с другой повара порицались, так как угождали низменным потребностям человека, а не способствовали духовному совершенствованию. Стереотипный повар в литературе и искусстве изображался мужчиной вспыльчивым, склонным к пьянству, и чаще всего стоящим у своего сотейника, чтобы не дать его украсть людям или зверям. В начале XV столетия английский монах Джон Лидгейт сформировал мнение множества своих современников о поварах следующей прокламацией: «Горячий огонь и дым делает большинство поваров сердитыми и раздраженными».

## Зерновые культуры

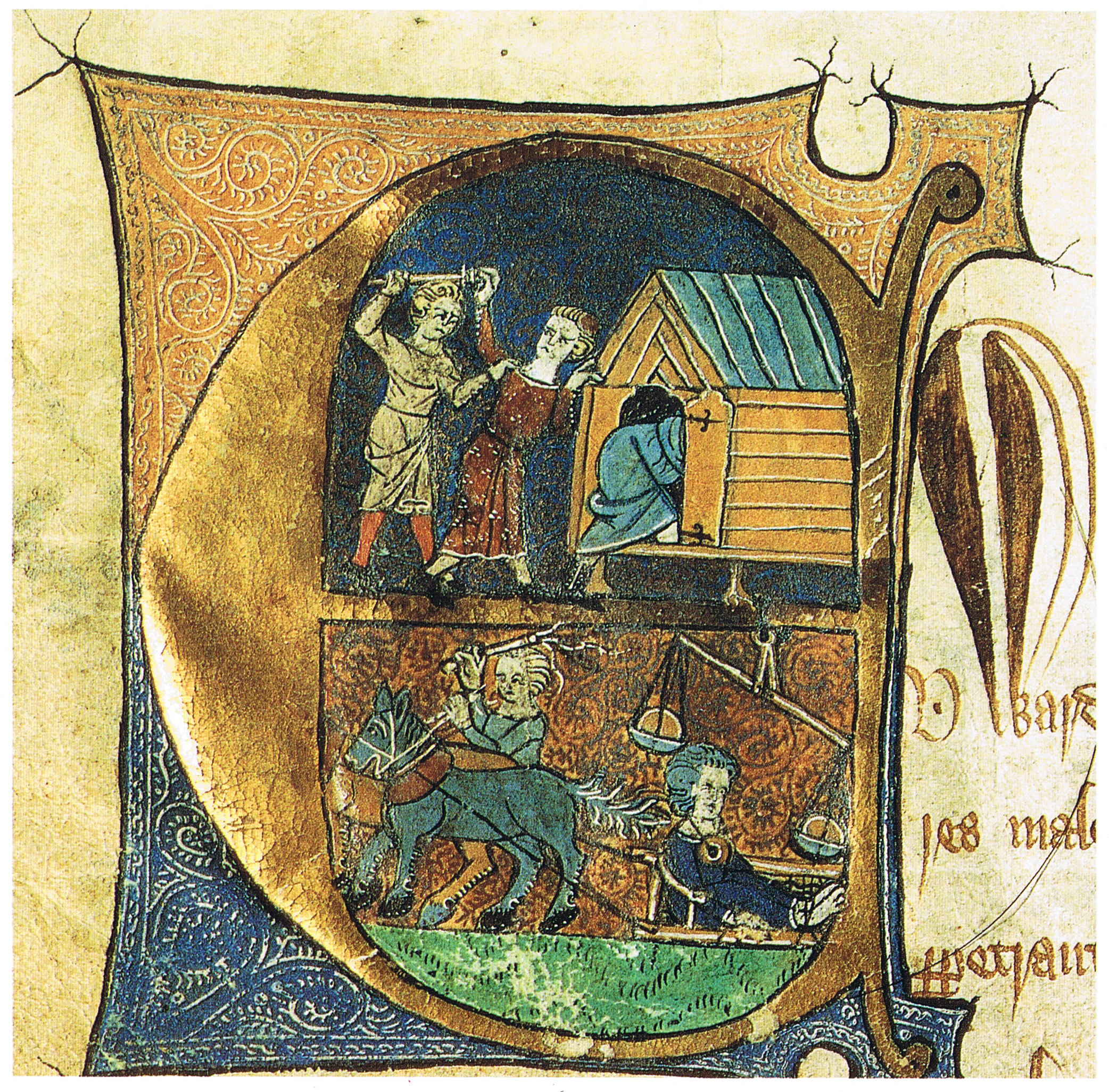
Наказание пекаря, обвешивавшего покупателей. Его возят в салазках с подвешенным на шею ломтём хлеба

Период с 500 по 1300 годы был ознаменован существенными изменениями, затронувшими систему питания большей части европейского населения. Интенсификация сельского хозяйства на постоянно увеличивающейся площади привело к переходу от животных продуктов, мяса и масла, к зерновым культурам и овощам как к основным продуктам. Прежде, до XIV столетия хлеб не был распространён среди низшего класса, особенно на севере, где пшеницу растить трудней, чем где-либо. Основанная на хлебе диета становилась всё более популярной, пока в XV веке не заменила собой промежуточные приёмы пищи, ранее основывавшиеся на кашах. Дрожжевой хлеб был распространён в выращивающих пшеницу областях на юге, в то время как бездрожжевые лепёшки из ячменя, ржи и овса остались более распространёнными в северных и высокогорных регионах, также бездрожжевые лепёшки были характерны в качестве провизии для войск.
Наиболее были распространены следующие виды зерна: рожь, ячмень, гречка, просо и овёс. Рис оставался довольно дорогим видом импорта для большей части средневековой Европы и только к концу периода начал выращиваться на севере Италии. Пшеница была распространена по всей Европе, и, как предполагают, была наиболее питательной зерновой культурой, более престижной и дорогой. Белая, тонко молотая мука, сейчас хорошо известная современным европейцам, когда-то резервировалась под хлеб для высших сословий. Хлеб для людей, находившихся ниже по социальной лестнице, был грубее, темнее, и количество отрубей в нём было больше. Во времена недостаточности зерна или голода, зерно могли в целях экономии мешать с более дешёвыми и менее желательными заменителями, например, с каштанами, высушенными бобами, желудями, папоротниками и большим разнообразием более или менее питательной растительной пищи.
Одним из характерных моментов средневекового приёма пищи, банкета или просто снека было использование кусков хлеба для того чтобы впитать вино, суп, бульон или соус и съесть их. Другим привычным зрелищем за столом было потребление толстой пшеничной или овсяной лепёшки, чаще всего обваренной в мясном бульоне и сдобренной специями. Каша готовилась из почти всех видов зерна и могла подаваться в качестве десертов или блюд для больных, если готовилась в молоке (или миндальном молоке) и подслащивалась сахаром. Пироги с начинкой из мяса, яиц, овощей или фруктов можно было встретить по всей Европе, также как печенье, оладьи и пончики. В Позднем Средневековье булочки и особенно вафли, потребляемые в качестве десерта, стали элементами высокого престижа и были представлены в большом количестве вариантов. Хлебные крошки и мука, как сами по себе, так и в комбинации с миндальным молоком, были наиболее распространёнными загустителями супов и тушёных блюд.

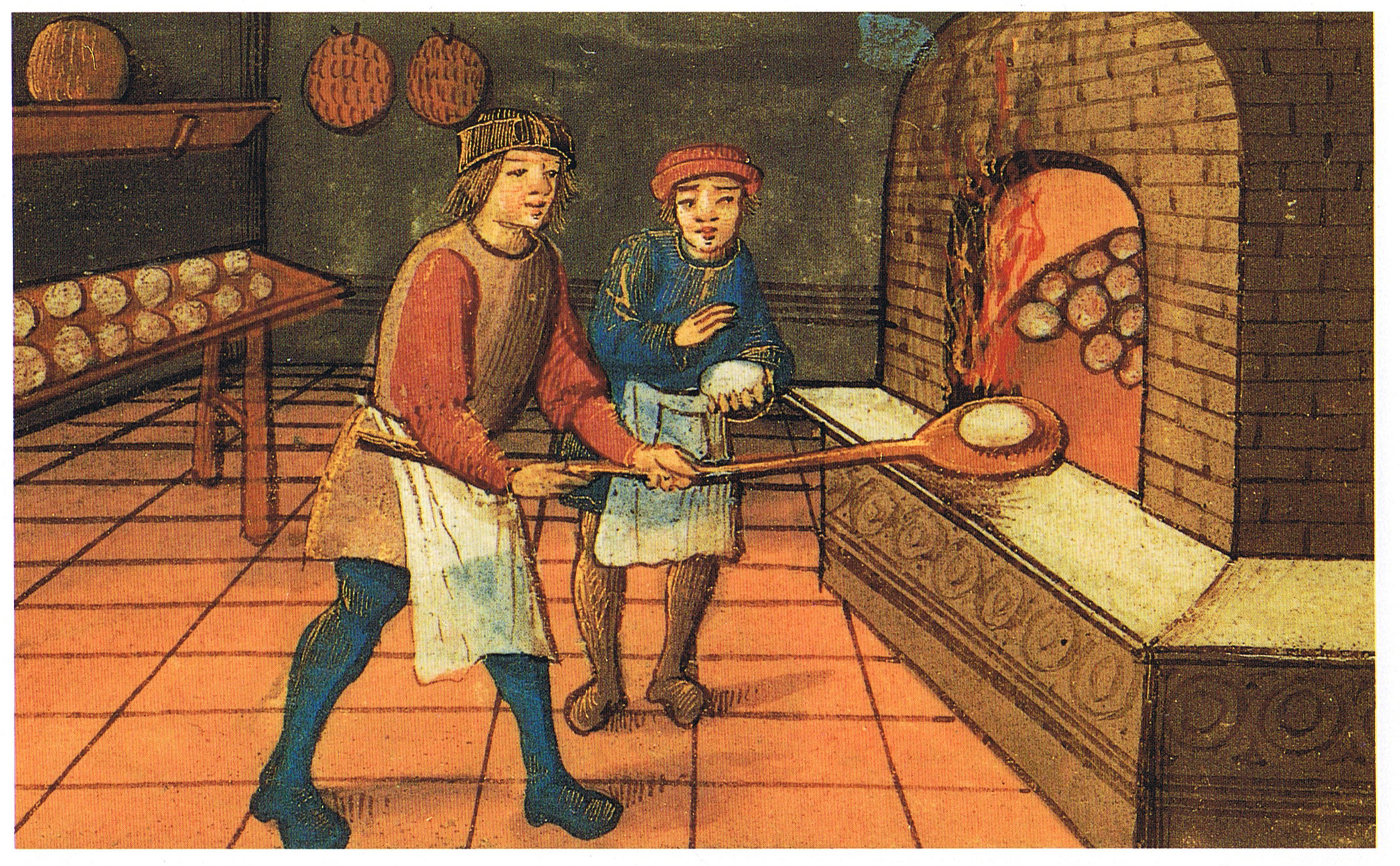
Пекарь со своим помощником. Как видно по иллюстрации, караваи были весьма распространены

Важность хлеба как повседневного продукта означала, что пекари играли важную роль в любом средневековом обществе. Потребление хлеба в течение XIV столетия в большей части западной Европы было высоким. Оценка потребления хлеба в разных регионах довольно схожая: от 1 до 1,5 кг хлеба на человека в день. Первые городские гильдии, которые были основаны пекарями, предусматривали законы и правила, необходимые чтобы держать цены на хлеб стабильными. Английский закон о хлебе от 1266 года содержал обширные таблицы, где были указаны размеры, вес и цена буханки хлеба относительно цен на зерно. Прибыль пекарей по тем же таблицам была увеличена благодаря успешному лоббированию со стороны Компании пекарей Лондона благодаря завышению цен на все от дров для очага и соли до содержания жены пекаря, дома, и пса. Поскольку хлеб находился в центре Средневековой диеты, мошенничество со стороны тех кому доверяли производство и поставку драгоценного товара воспринимался обществом как серьёзное преступление. Пекарей которые были пойманы на фальсификации при взвешивании или обманывали добавляя более дешёвые ингредиенты в тесто ждали серьёзные наказания. Это привело к негласному правилу, известному как «Чёртова дюжина»: чтобы не прослыть обманщиком, пекарь продавал разносчикам хлеба тринадцать булок по цене двенадцати, чтобы те добавляли куски запасной к остальным булкам для коррекции их веса, который неизбежно становился меньше из-за испарения влаги пока хлеб доставляют к месту.

## Фрукты и овощи

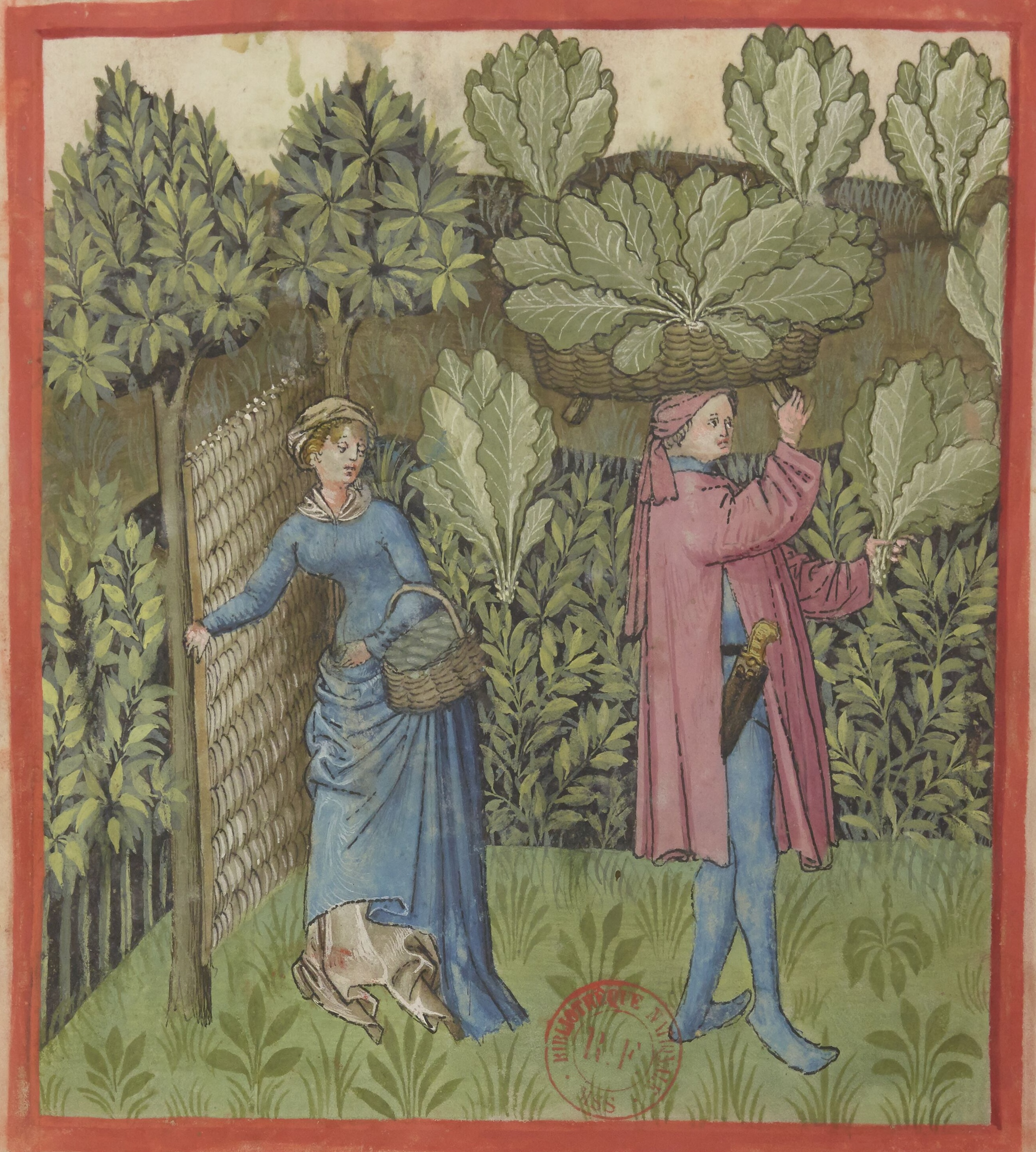
Сбор капусты; Tacuinum Sanitatis, XV век

Основные овощи — капуста, свёкла, лук, чеснок и морковь — употреблялись в пищу сырыми или с минимальной тепловой обработкой. Овощи были ежедневной пищей низшего сословия и были куда менее престижны, чем мясные продукты. Поваренные книги тех времён, предназначавшиеся для аристократии, содержат очень мало рецептов, где основной ингредиент — овощи. Отсутствие рецептов для многих овощных блюд, таких как потажи (густые супы с мясом и овощами), можно истолковать не как отсутствие их в рационе знати, а как тот факт, что блюда были настолько основополагающими, что записи не требовали. Морковь была доступна в нескольких вариантах: вкусная красновато-фиолетовая и менее престижная жёлто-зелёная. Различные бобовые культуры, такие как нут, бобы и горох были важным источником белков, особенно для бедных слоёв населения. За исключением гороха, бобовые вызывали у лекарей, консультировавших богатых людей и знать, некоторое подозрение, отчасти тем, что вызывают метеоризм, также потому что ассоциировались с чернью. Важность овощей в питании простых людей иллюстрируют отчёты XVI века из Германии, из которых можно узнать, что большинство крестьян употребляло квашеную капусту от трёх до четырёх раз за день.
Фрукты также были популярны, их употребляли в свежем, засушенном или консервированном виде, и они были основным ингредиентом многих блюд. Пока сахар и мёд были дороги, сохранялся обычай сочетать много видов фруктов в блюдах, которые требовали подсластителей. На юге встречались лимоны, цитроны, горькие апельсины (сладкий сорт был выведен лишь спустя несколько столетий), гранаты, айва и виноград. Севернее были более распространены яблоко, груша, слива и клубника. Инжир и финики потреблялись по всей Европе, но на севере были дорогим импортом.
Самые общие и часто встречающиеся ингредиенты многих современных европейских кухонь, такие как картофель, фасоль, какао, ваниль, томаты, перец чили и кукуруза не были доступны вплоть до конца XV столетия, пока Европа не начала контактировать с Северной и Южной Америкой, и даже после этого потребовалось много времени, чтобы общество приняло новые продукты.

## Молочные продукты

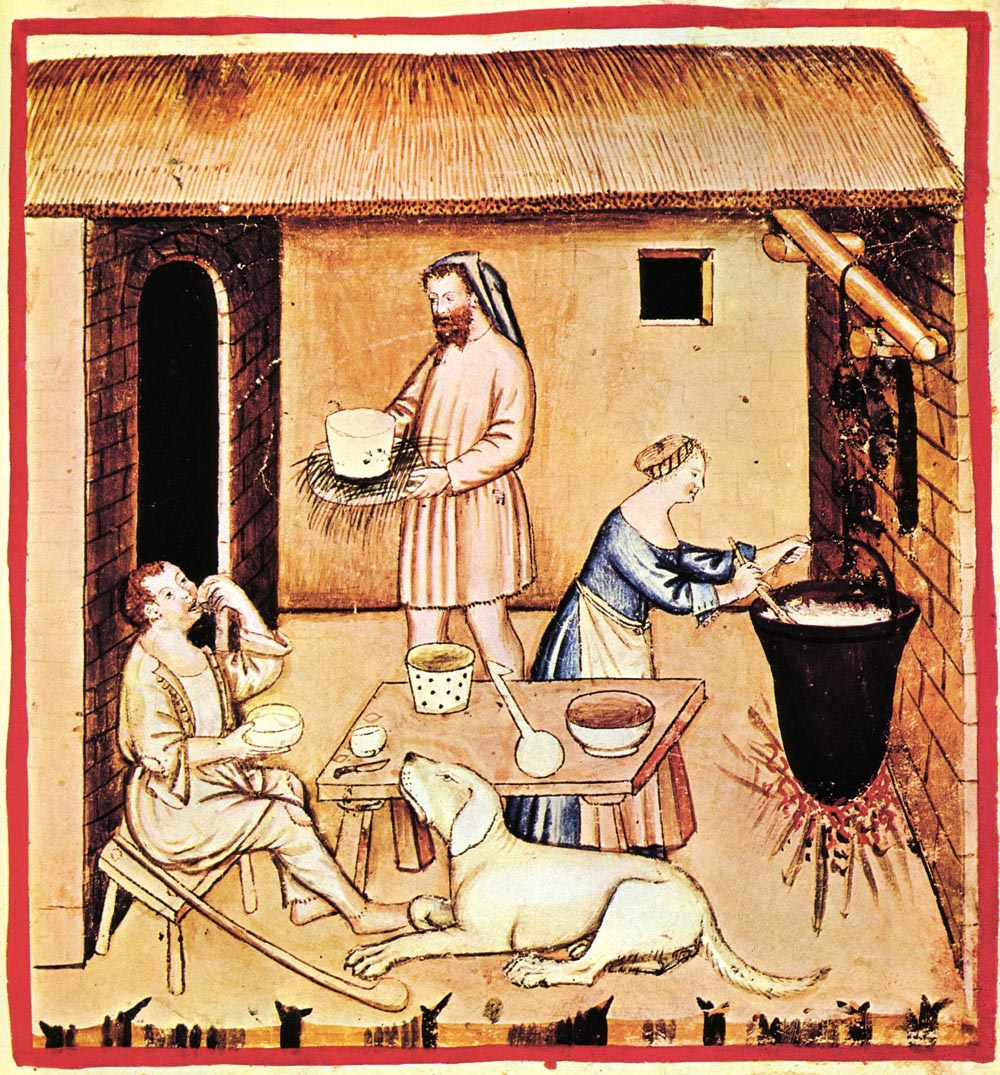
Изготовление и сервировка сыров; Tacuinum Sanitatis, XIV век

Молоко было важным источником протеина для тех, кто не мог позволить себе мясо. В основном молоко получали от коров, но обычным делом было молоко от коз и овец. Обычно свежее молоко не употреблялось взрослыми людьми, за исключением больных и бедных, в основном оно предназначалось детям и старикам. Бедные взрослые иногда пили пахту или сыворотку, а если и молоко, то в том случае, когда оно испорчено или разбавлено. Свежее молоко встречалось реже, чем остальные молочные продукты ввиду отсутствия технологии его сохранения. Оно находило применение в кухне высшего класса, например, в рагу, но его было трудно хранить и потому (а также ввиду церковных запретов на время поста) его заменяли миндальным молоком.
Сыр был гораздо более важен как продукт питания, чем цельное молоко, особо для простолюдинов, и, как это считается, в течение длительного периода был важнейшим источником животного белка для низших классов. Множество сортов сыра, потребляемых в наше время, такие как голландский эдам, северо-французский бри и итальянский пармезан, были доступны и хорошо известны в Позднем Средневековье. Были известны и сывороточные сыры, такие как рикотта, изготовленные из побочных продуктов производства твёрдых сыров. Сыр использовали для готовки в пирогах и супах, причём такие супы чаще встречались в Германии. Сливочное масло, другой важный молочный продукт, было популярно в Северной Европе, в регионах, где было развито разведение крупного рогатого скота (Бенилюкс и Южная Скандинавия). В то время как остальные регионы использовали масло и сало как кулинарные жиры, масло в вышеназванных регионах могли потреблять как самостоятельный продукт. Его производство было также важной статьёй экспорта начиная с XII века.

## Мясо

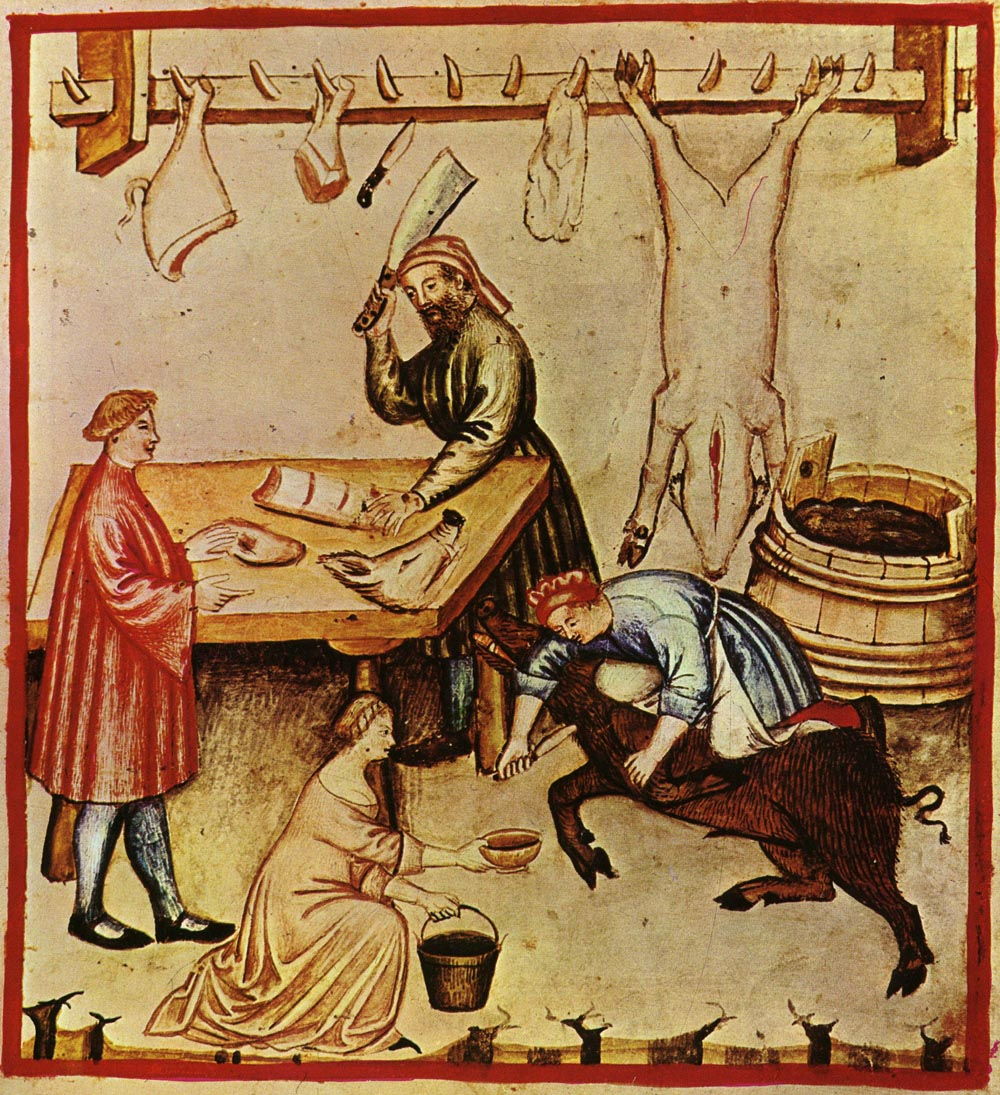
Лавка мясника, XIV век. Большая свинья истекает кровью готовящаяся к забою. Свиная туша и отрубы висят у стойки, а часть уже готовится для клиента

В то время, как все формы дичи были популярны среди тех, кто мог её себе позволить, большую часть мяса на столе получали от домашних животных. Мясо животных, которые не могли больше ввиду старости приносить пользу, ценилось менее обычного. Говядина не встречалась так часто, как сегодня, потому что выращивание крупного рогатого скота было трудоёмким процессом, требующим обширных пастбищ, и волы с коровами чаще использовались для полевых работ и получения молока.
Баранина и ягнятина встречались чаще, особо в зонах шерстяной промышленности, как и телятина. Больше всех была распространена свинина, так как свиньи требовали меньше внимания и дешёвую еду. Домашние свиньи нередко бродили прямо по поселению или городу и могли прямо на улицах питаться отходами. Поросята были востребованным деликатесом. Почти каждая часть свиньи употреблялась, включая уши, рыло, хвост, язык и матку. Кишечник, мочевой пузырь и желудок могли использоваться как натуральная оболочка для колбасы или чтобы создать иллюзорную пищу, например гигантских размеров яйца. В позднесредневековых сборниках рецептов встречается иногда мясо, которое сейчас считается редким или неприемлемым для употребления, например, ежей и дикобразов.
Кролики были редким и очень ценным товаром. В Англию их ввезли намеренно в XIII столетии, и их колонии бережно охранялись. Южнее одомашненные кролики в больших количествах разводились ради меха и мяса. Они были весьма ценны для монастырей, потому что молодые кролики приравнивались к рыбе (а значит не считались мясом) и могли употребляться во время Великого Поста.
Немалая часть птиц была объектом охоты для употребления в пищу, включая лебедей, павлинов, перепелов, куропаток, аистов, журавлей, жаворонков, коноплянок и прочих певчих птиц, которые могли попасть в сети, а также почти любая дикая птица, на которую могли вести охоту. Лебеди и павлины в какой-то степени были одомашнены, но употреблялись лишь социальной элитой, и больше ценились за их красивый внешний вид или как антреме (десерт между основными блюдами), чем за их мясо. Как и в наши дни, гуси и утки были одомашнены, но не были так популярны как курица, своего рода эквивалент свиньи среди птиц. Достаточно любопытно, что белощёкая казарка, как считалось в течение длительного периода, не откладывает яйца, как прочие птицы, а растёт в ракушках подобно моллюскам, и потому может употребляться в пищу в ходе Великого поста. Однако на Четвёртом Латеранском соборе (1215 года), Папа Иннокентий III запретил употребление казарок в ходе Великого Поста, аргументируя это тем что они жили и питались подобно уткам, а значит были той же природы что и прочие птицы.
Мясо стоило дороже растительной пищи. Хоть и богатое белками, соотношение калорий к весу в мясе меньше, чем в растительной пище. Мясо могло стоить до четырёх раз дороже хлеба, рыба до шестнадцати раз, она была дорога даже в прибрежных районах. Это означало весьма строгую диету для тех, кто во время поста не мог позволить себе альтернативу мясу и животным продуктам вроде молока и яиц. Так продолжалось вплоть до Чёрной смерти, которая лишила Европу половины населения, и мясо стало более распространено даже для бедного населения. Резкое сокращение населения многих городов и поселениях привело к тому, что рабочая сила сильно выросла в цене и у людей стало больше денег. Это значило также, что многие участки сельхозугодий остались без присмотра, что позволило сделать их доступными в качестве пастбищ и наполнило рынки мясом.

## Рыба и морепродукты

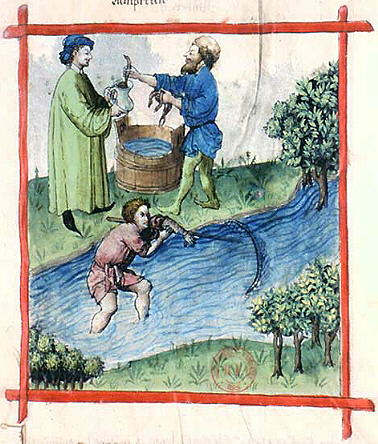
Ловля миноги в потоке; Tacuinum Sanitatis, XV век

Осётра следует облить кипятком, вспороть и выпотрошить, разделить голову пополам, прочие же части нарезать на столько кусков, сколь вы сочтете нужным, засим сварить в вине с небольшим количеством воды, вынув, остудить. Подавать на стол, залив уксусом и посыпав петрушкой.
Несмотря на свою непрестижность по сравнению с мясом, и чаще воспринимаемые как альтернатива мясу в дни поста, морепродукты были основой питания населения побережья. «Рыба» для средневекового жителя — понятие, обозначавшее любое живое существо, не ходящее по земле, включая морских млекопитающих, таких как киты и морские свиньи. Также к ним относили бобров из-за чешуйчатого хвоста и водного образа жизни, выше упомянутых белощёких казарок, так как считалось, что они рождаются под водой из ракушек. Эта пища вполне одобрялась для дней поста. Важное значение рыбная ловля и торговля сельдью и треской имела на Атлантике и в Балтийском море. Сельдь — один из важнейших товаров Ганзейского союза — мощного северо-немецкого альянса торговых гильдий. Копчения из сельди, выловленной в Северном море, появлялись даже на рынках Константинополя. Большая часть рыбы солилась, сушилась, реже коптилась. Сушёная рыба, которую разрезали посередине и сушили на шестах, несмотря на сложность в приготовлении, когда каждая рыбина отбивалась молотком перед замачиванием в воде, встречалась повсеместно. Широкий ассортимент моллюсков, включая устриц, мидий и гребешки, употреблялся жителями побережья морей и рек. Пресноводные раки часто выступали как альтернатива мясу в дни Поста. По сравнению с мясом, рыба была более дорогим продуктом для внутреннего населения, особенно в Центральной Европе, и была распространённой для большинства населения. Пресноводные рыбы, такие как щука, карп, лещ, пресноводный окунь, миноги и форель встречались чаще.

## Напитки

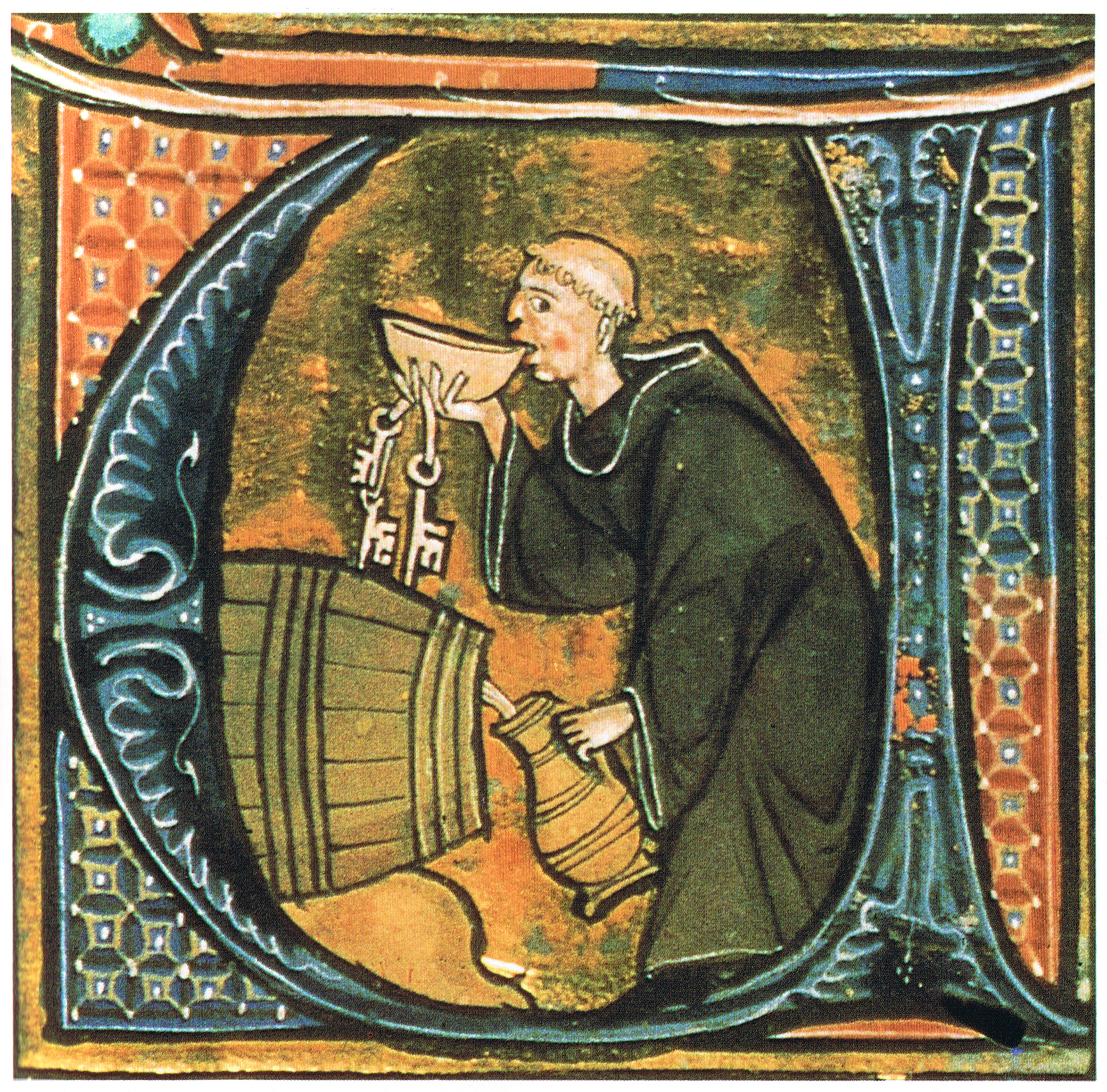
Келарь аббатства пробует своё вино. Копия из Li livres dou santé (Aldobrandino da Siena). Британская библиотека, 2435, f. 44v

В наше время вода является обычным продуктом и употребляется без ограничений. В Средние века, однако, сомнения в чистоте, медицинские рекомендации и малая престижность делала её непопулярной, поэтому люди в качестве питья предпочитали алкогольные напитки. Их считали более питательными и полезными для пищеварения, чем вода, при неоценимом преимуществе меньшей подверженности гниению из-за содержания алкоголя. Вино ежедневно потреблялось во Франции и по всему западному Средиземноморью, где выращивался виноград. На Севере вино оставалось напитком буржуазии и благородного сословия, которое могло себе его позволить, и гораздо реже встречалось среди рабочих и крестьян. Напитком простолюдинов на севере в основном было пиво или эль.
Соки, а также вина из множества фруктов и ягод были известны со времён Древнего Рима и всё ещё потреблялись в Средние Века — гранатовые, тутовые и ежевичные вина, перри, а также сидр который употреблялся на севере Европы, где произрастало много яблок и груш. Средневековые напитки, сохранившиеся по наши дни, включают в себя прунелле́ из диких слив (современная сливовица), тутовый джин и ежевичное вино. Множество вариантов медовых напитков можно найти среди средневековых рецептов, с содержанием или без содержания алкоголя. Однако в конце Средневековья основанные на мёде напитки стали менее распространены как застольный напиток и стали употребляться больше для медицинских целей. Мёд был весьма распространён среди славянских земель и народов, и играл большое символическое значение как напиток по многим причинам. При согласовании договоров и других важных государственных дел, мёд передавался как торжественный дар. Его также часто давали на свадьбах и крещениях, однако в ограниченных количествах из-за его высокой цены. В Средневековой Польше медовуха считалась роскошью на одном уровне со специями и винами. Кумыс, кисломолочный напиток из молока кобылы или верблюда, был известен в Европе, но, как и медовуха, использовался в основном как лечебный напиток, рекомендуемый врачами.
Молоко почти не потреблялось взрослыми за исключением бедных или больных. В основном оно предназначалось для детей и стариков и хранилось обычно в виде пахты и сыворотки. Свежее молоко редко встречалось из-за отсутствия технологии его хранения. Чай и кофе, из растений произрастающих в Старом Свете, были популярны в Восточной Азии и на Ближнем Востоке на протяжении Средних веков. Однако, ни один из этих безалкогольных напитков не нашёл широкой популярности в Европе вплоть до XVI и начала XVII веков, употребляясь лишь элитой общества ввиду своей высокой цены.

### Вино

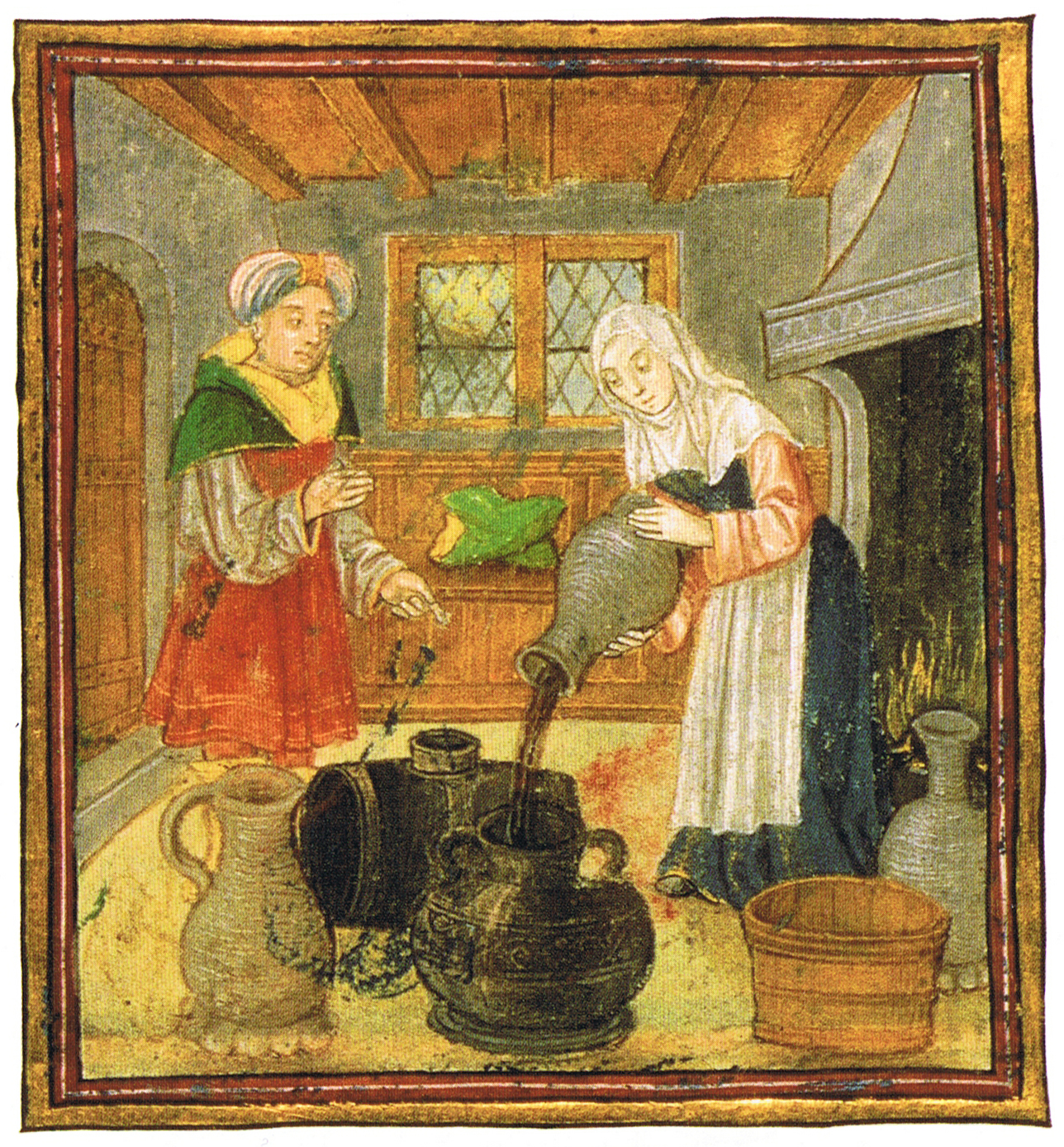
Хозяйка демонстрирует, как правильно обращаться с вином и хранить его

Возьмите кубебы, гвоздики, мускатного ореха, изюма, всего вышеназванного три унции, заверните в ткань и прокипятите в трёх либрах доброго вина, до тех пор, пока сказанного вина не останется на треть менее, добавьте к тому сахара.
Вино было основным напитком, и помимо того считалось наиболее престижным и здоровым выбором. В соответствии с галеновой диетой вино считалось «жарким и сухим», но эти качества проявлялись лишь при разбавлении водой. В отличие от воды или пива, которые считались «холодными и влажными», потребление вина в умеренных количествах, особенно красного, помогало, как думали, пищеварению, генерировало хорошую кровь и улучшало настроение. Качество вина сильно менялось в зависимости от урожая, типа винограда, и, что более важно, от количества отжимов. Первый отжим производился для самого дорогого и лучшего вина, которое резервировалось для высших классов. Второй и третий отжим отличались более низким качеством и меньшим содержанием алкоголя. Простолюдинам чаще всего приходилось довольствоваться дешёвым белым или розовым вином второго, иногда третьего отжима. Это означало, что его могли потреблять в больших количествах без тяжёлой интоксикации. Для беднейших или наиболее благочестивых делался разбавленный уксус (напоминающий древнеримскую поску), иногда это был единственный доступный напиток.
Выдерживание высококачественного красного вина требовало специальных познаний, соблюдения технологии хранения и дорогостоящего оборудования, что делало его в результате ещё более дорогим. Судя по количеству советов в средневековых источниках по спасению вина с признаками порчи, его сохранение было насущной проблемой. Даже если уксус был единственным ингредиентом, его успевали задействовать не весь. В XIV столетии поваренная книга Le Viandier содержала несколько методов хранения вина, вот один из них: «убедитесь в том, что бочки доливаются или что в них добавляется смесь из вскипяченных и высушенных семян белого винограда с пеплом бело-винного осадка». И то и другое обладало бактерицидными свойствами, хотя, разумеется, о биохимической основе процессов в то время не имели ясного представления. Пряное или подогретое с пряностями вино (глинтвейн) было не только популярно среди богатых, но ещё и считалось очень полезным. Вино, как считалось, было своего рода испарителем и каналом для остальной пищи к разным частям тела, и добавление различных ароматных и экзотических специй должно было сделать его более благотворным. Пряные вина обычно делали путём смешения обычного (красного) вина с ассортиментом специй в виде имбиря, кардамона, перца, райских зёрен, мускатного ореха, гвоздики и сахара. Они могли храниться в небольших мешочках подобно тем, которые используются сейчас для заваривания в самом вине или могли заливаться вином для получения гипокраса и кларета. К XIV столетию готовые смеси специй для вина можно было приобрести у торговцев специями.

### Пиво

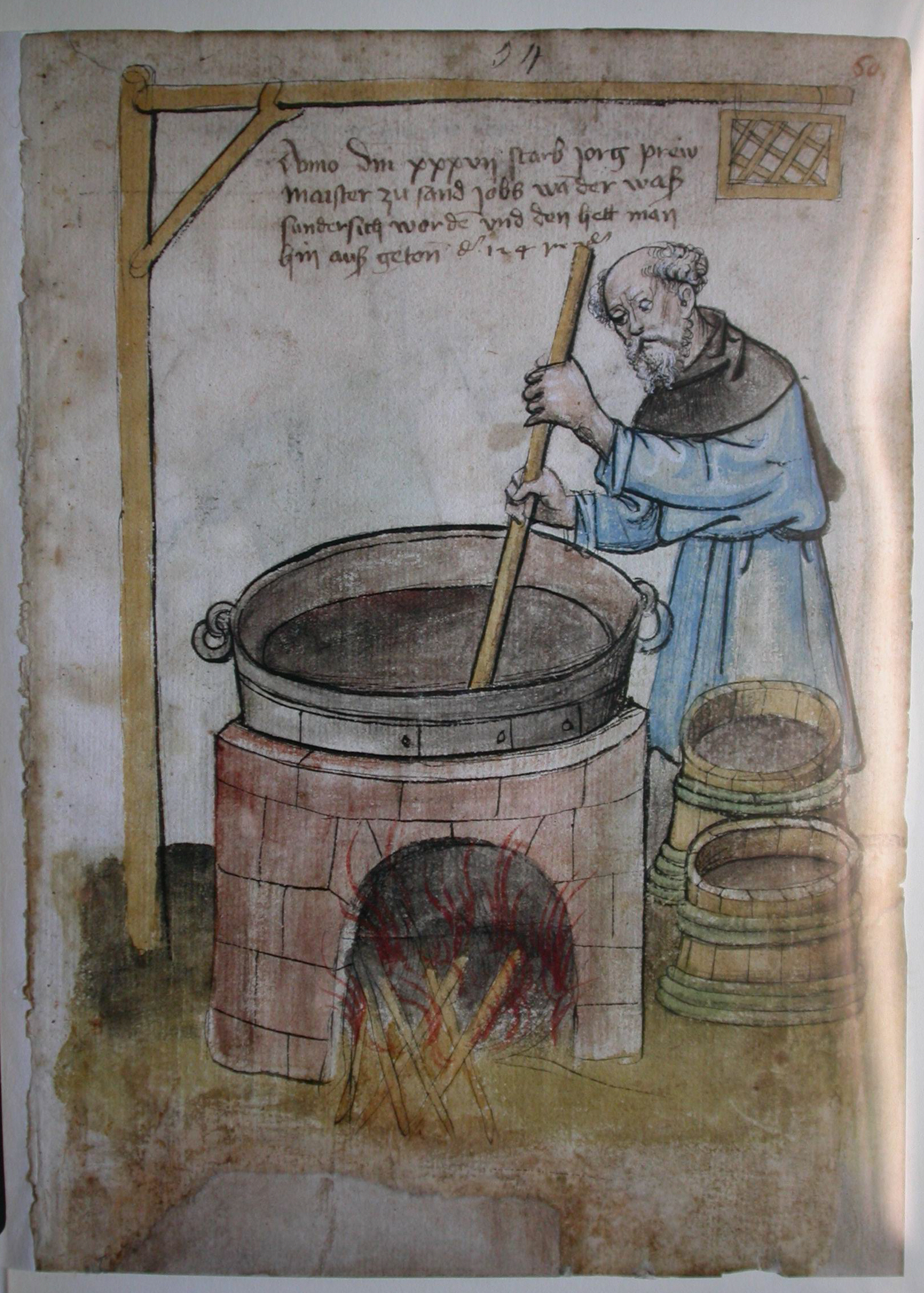
Пивовар XV века из Hausbuch der Mendelschen Zwölfbrüderstiftung (1437 год)

В то время как вино было основным застольным напитком в большей части Европы, в северных регионах Европы, где виноград не культивировался, дела обстояли наоборот. Те, кто мог себе это позволить, — пили импортируемое вино, но даже для благородных сословий в этих регионах было принято пить пиво или эль, особенно ближе к концу Средневековья. В Англии, Нидерландах, северной Германии, Польше и Скандинавии, пиво ежедневно потреблялось всеми слоями населения и представителями всех возрастных групп. К середине XV столетия, ячмень, зерновое, хлопья которого как известно плохо подходят для хлебопечения, зато неплохо подходят для пивоварения, составляли примерно 27 % всех зерновых площадей в Англии. Однако, из-за сильного влияния арабской и средиземноморской культуры на медицинскую науку (в том числе благодаря реконкисте и влиянию арабских текстов), употребление пива по большей части осуждалось. Для большинства средневековых европейцев пиво было скромным варевом по сравнению с южными продуктами — вина, лимонов и оливкового масла. Даже такие экзотические продукты как верблюжье молоко и мясо газели получали более позитивные отзывы в медицинских трактатах. Пиво было просто приемлемой альтернативой, хотя не лишённой недостатков. В 1256 году сиенский врач Альдебрандино так отзывался о пиве:
Неважно из чего оно делается, из овса ячменя или пшеницы, оно вредит голове и животу, вызывает дурное дыхание и рушит зубы, полнит живот дурными парами, и в результате любой, кто пьет его, как и те, кто пьют вино — быстро пьянеет; но не имеет проблем с мочеиспусканием и обладает плотью белой и гладкой.
Как считалось, опьяняющий эффект пива длился дольше чем винный, но, в отличие от вина, пиво не вызывало ощущения «ложной жажды» (псевдодипсии). Хоть и меньше, чем на севере, пиво также употреблялось на севере Франции и на материковой Италии. Возможно в ходе нормандского завоевания и культурного обмена между Францией и Англией, один из вариантов встречающихся в поваренной книге Le Ménagier de Paris был назван как godale (похоже на прямое заимствование от английского — «Хорошее пиво») и делался из ячменя и полбы, но без хмеля. В Англии готовили также несколько вариантов поссета, из горячего молока и холодного эля, а также бреккета, приправленного эля, готовящегося во многом как гипокрас.
Хмель мог использоваться для ароматного пива и был известен как минимум со времён Каролингов. До эпохи широкого применения в пивоварении хмеля для приготовления пива использовался грюйт — сбор из различной зелени. Грюйт хранился так же, как и хмель, но его качество зависело от трав, входивших в состав, которое влияло на качество готового продукта. Другой метод ароматизации должен был увеличить содержание алкоголя, но он был более дорогим и вызывал нежеланные результаты в виде быстрого опьянения и тяжёлой интоксикации. Хмель широко начал использоваться в Англии в X веке; в Австрии с 1208 и в Финляндии с 1249 года, а возможно и несколько ранее.
Прежде чем хмель стал популярным как ингредиент, было трудно хранить напиток длительное время, потому пиво потреблялось свежим. Пиво было нефильтрованным и мутным, и, вероятно, содержало меньше алкоголя, чем современные эквиваленты. Потребление пива средневековыми жителями, как это отражено в литературе современников, намного превышало современное. Для примера, в XVI веке английским и датские матросам полагалось 4 с половиной литра пива в день. Польские крестьяне выпивали до 3 литров пива в день.
В Раннем Средневековье пиво в основном варилось в монастырях, и в меньших количествах в домовладениях. Во времена Высокого Средневековья пивоварни в средневековых городах Северной Германии начали приобретать характер промышленного производства. Хотя большинство пивоварен было фамильным бизнесом, в котором участвовало самое большее восемь-десять человек, регулярное производство позволяло инвестировать в лучшее оборудование и экспериментировать с рецептами и технологиями готовки. Позднее эта тенденция распространилась на Нидерланды в XIV столетии, затем на Фландрию и Брабант, и дошла до Англии в XV столетии. Хмельное пиво стало популярным в последние десятилетия Позднего средневековья. В Англии и Нидерландах ежегодное потребление пива на душу населения составляло от 275 до 300 литров. В этих странах пиво употреблялось ежедневно: слабоалкогольное на завтрак, а более крепкое в течение дня. Когда хмель был усовершенствован как ингредиент, стало возможным хранить пиво шесть и более месяцев, что облегчало обширный экспорт. В позднем Средневековье слово пиво относилось именно к хмельному пиву, тогда как элем называли пиво бесхмельное. Также, эль и пиво классифицировались как «слабое» и «крепкое», первое было менее пьянящим, и было известно как напиток умеренных людей, и дозволялось для употребления даже детям. Уже в 1693 году Джон Локк заявлял что единственный напиток который подходит для детей всех возрастов — слабоалкогольное пиво, критикуя видимо обычную для тогдашних англичан привычку давать им крепкое пиво или даже вино.
По современным стандартам, пивоваренный процесс был менее эффективным, но пригоден при необходимости для производства крепкого алкоголя. Одна из недавних попыток воспроизвести средневековый «крепкий эль» с использованием средневековых рецептов и методов (но с использованием современных дрожжей) позволило создать напиток с 9 % содержанием алкоголя и приятным яблочным вкусом.

### Дистилляция
Древние греки и римляне были знакомы с техникой дистилляции, но в Европе она не нашла широкого распространения в XII столетии, до тех пор пока не пришли арабские инновации в виде охлаждаемых водой перегонных кубов. Дистилляция, как считали средневековые учёные, выявляла сущность очищаемой жидкости, и термин aqua vitae («вода жизни») использовался для всех видов продуктов перегонки. Ранее использование различных продуктов перегонки, алкогольных или нет, было очень различным, но в основном кулинарным или медицинским; виноградный сироп, смешанный с сахаром и специями, рекомендовался для множества болезней, а розовая вода использовалась как духи, а также как кулинарный ингредиент и даже для ручной стирки. Алкогольные дистилляты также использовались, чтобы сделать антреме (промежуточное блюдо) более интересным путём замачивания куска хлопка в спирте. Тряпочка помещалась в пасть фаршированному или даже «переодетому» животному и поджигалась перед самой подачей блюда.
Aqua vitae в своей алкогольной форме широко рекомендовалась средневековыми врачами. В 1309 году Арнольд из Виллановы писал что она «даёт отличное здоровье, разгоняет излишки жидкости, возвращает к жизни сердце и возвращает молодость». В позднем средневековье производство самогона стало возрастать, особенно в немецко-говорящих регионах. В XIII столетии, стало широко распространяться бренди. Ближе к концу позднего средневековья, потребление алкоголя стало столь внушительным даже по сравнению с обыденной практикой, что с XV века появились первые ограничения на производство и продажу алкоголя. Например, в 1496 году город Нюрнберг ввёл ограничение на продажу продуктов перегонки по воскресеньям и в дни официальных праздников.

## Травы, специи и приправы

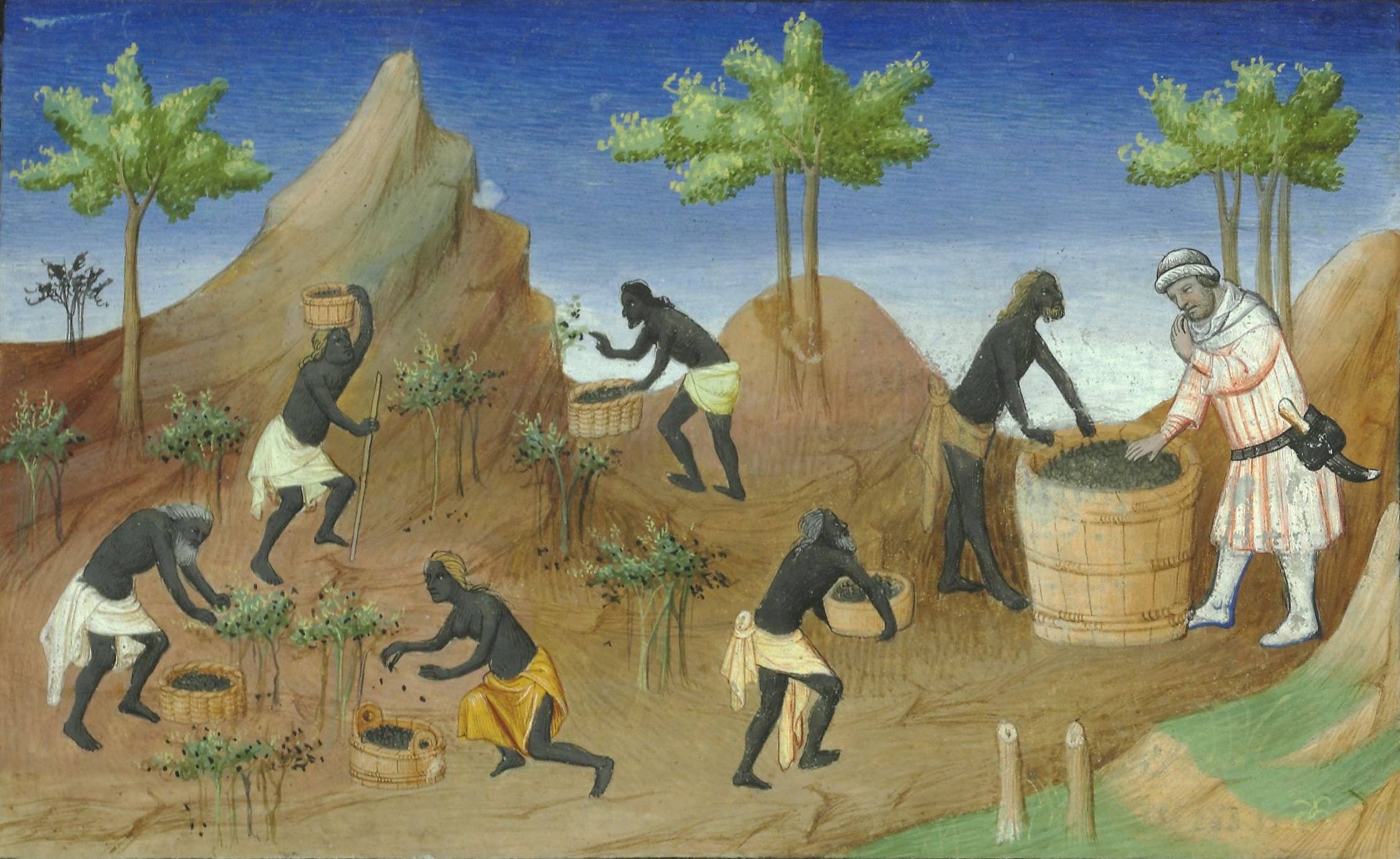
Сбор перца, французский манускрипт Путешествие Марко Поло, начало XV века

Специи были среди самых роскошных продуктов доступных в средние века. Наиболее востребован был чёрный перец, корица (и её более дешёвая альтернатива в виде кассии), зира, мускатный орех, имбирь и гвоздика. Все это импортировалось с плантаций в Азии и Африке, что делало их очень дорогими. Перец, например, копили, им торговали и жертвовали на манер золотых слитков. По подсчётам около 1,000 тонн перца и 1,000 тонн других основных специй импортировалось в западную Европу в позднем Средневековье. Стоимость этих товаров равнялась годовым поставкам зерна на 1,5 миллиона человек. Перец считался основной специей, выше всего же ценился шафран не только из-за своего яркого жёлто-красного цвета, но и из-за вкуса, и качеств (по тогдашней теории гуморов, жёлтый цвет означал «жаркий и сухой») Куркума была дешёвым заменителем шафрана и охотно использовалась для усиления эффектности подачи и соблюдения галеновой теории «гуморов». Например, на одном из пиров, устроенных кардиналом Риарио в июне 1473 года, тот предложил дочери короля Неаполя окрашенный («позолоченный») куркумой хлеб. Среди специй, которые ныне не встречаются либо встречаются редко, можно выделить афрамомум, родственник кардамона, который почти полностью заменил перец в позднем средневековье на севере Франции, перец длинный, мускатный орех, нард, калган и перец кубеба. Сахар, в отличие от современности, считался специей из-за высокой стоимости и гуморальных свойств. В некоторых блюдах использовался только один тип специй, однако чаще встречалась комбинация разных. Даже если в блюде доминировала одна специя, её стремились смешать с другой для нового вкуса, например петрушку с гвоздикой или перец с имбирём.
Основная зелень, такая как шалфей, горчица, петрушка, выращивалась и применялась при приготовлении пищи по всей Европе, как и тмин, мята, укроп и фенхель. Большая часть этих растений выращивалась в садах и была дешёвой альтернативой экзотическим специям и пряностям. Горчица употреблялась с мясными продуктами и упоминается Хильдегардой Бергенской (1098—1179) как пища «бедного люда». Несмотря на то, что местные травы были менее престижны, чем привозные специи, они всё же использовались в высокой кухне, однако были менее заметны, чем сейчас, либо добавлялись просто ради композиции блюда. Анис использовался в блюдах из рыбы и курицы, а его семена, покрытые сверху сахаром, играли роль конфет.

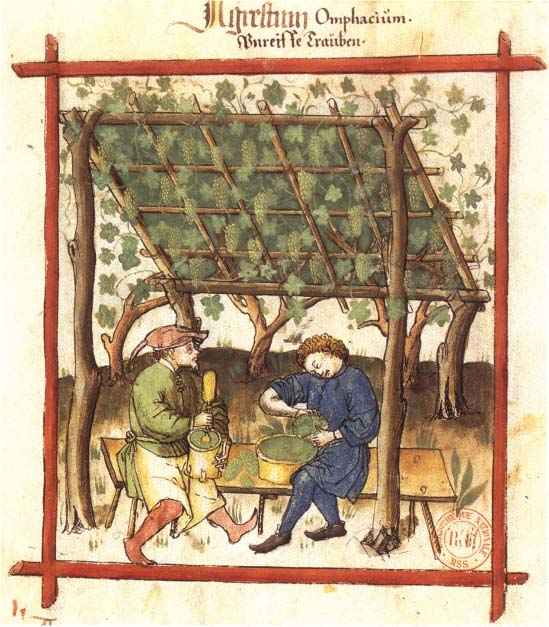
Сбор незрелого винограда для вержуса; Tacuinum sanitatis, 1474 год

Сохранившиеся средневековые рецепты часто призывают пользоваться такими добавками к блюду, как кислые, терпкие жидкости. Вино, вержус (сок незрелого винограда или фруктов), уксус и сок разных фруктов, особенно с терпким вкусом, — это почти универсальная и отличительная черта кухни позднего Средневековья. В комбинации с подсластителями и специями они создавали своеобразный «острый, фруктовый» вкус. Относительно часто в дополнение к этим ингредиентам использовался сладкий миндаль: целым, нечищеным и чищеным, дроблёным, молотым, но в основном он перерабатывался в миндальное молоко. Этот «немолочный-молочный» продукт — вероятно, один из самых распространённых ингредиентов кухни аристократии позднего Средневековья. Он соединял в себе аромат специй и кислых жидкостей с мягким вкусом и кремовой текстурой.
Соль повсеместно встречалась и была незаменима в средневековой кухне. Засолка и сушка были самыми распространёнными формами хранения пищи, а следовательно, рыба и мясо были часто засоленными. Множество средневековых рецептов предостерегало от пересола, их авторы советовали замачивать некоторые виды продуктов в воде, чтобы избавиться от излишков соли. Соль присутствовала во всех сложных и дорогих блюдах. Чем богаче был хозяин и чем известней гость, тем выше было качество сосудов для хранения и качество и цена соли в них. Богатые гости сидели «выше соли», тогда как прочие «ниже соли», солонки делались из олова, драгоценных металлов и других редких материалов, часто причудливо украшались. Ранг закусочной также определялся тем, сколь измельчённой и белой была соль. Соль, используемая для приготовления пищи и консервирования, используемая малообеспеченными людьми, была грубее и с примесями; морская или «осадочная морская соль» разнилась по цвету от чёрного до зелёного. Дорогая соль напоминала современную соль.

## Конфеты и десерты
Термин «десерт» пришёл из старо-французского desservir, «убирать со стола», и происходит из средневековья. Десерт включал в себя чаще всего драже и глинтвейн со зрелым сыром, а под конец средневековья включал в себя свежие фрукты, покрытые сахаром, мёдом или сиропом, и фруктовые пасты. Сахар на момент своего появления в Европе рассматривался в качестве лекарственного средства или подсластителя; его долгоживущая репутация как роскоши обеспечила его появление в элитной кухне, в мясных и прочих блюдах. Было большое разнообразие оладий, блинов с сахаром, сладких кастардов (вид заварного крема) и дариолей (миндального молока и яиц в оболочке из теста с фруктами — а иногда и костным мозгом или рыбой). В немецкоговорящих районах население питало пристрастие к «крапфену»: жареной выпечке с разными сладкими и солёными начинками. Марципан в самой разной форме был хорошо известен в Италии и Южной Франции с 1340-х годов и, как считается, арабского происхождения. Англо-норманские поваренные книги полны рецептов со сладкими и солёными кастардами, потажами, соусами и тартами с клубникой, вишней, яблоками и сливами. Английские повара имели склонность к использованию цветочных лепестков, таких как шиповник, фиалка и бузина. Ранняя форма киша может быть найдена в Forme of Cury, коллекции рецептов XIV столетия, например Тарт де Бри с начинкой из сыра и яичного желтка.
В Северной Франции широкий ассортимент вафель и облаток употреблялся с сыром и гипокрасом или сладкой мальвазией. Засахаренный имбирь, кориандр, анис и схожие специи назывались épices de chambre («комнатные специи») и употреблялись как дижестивы под конец еды чтобы «закрыть желудок». Как арабы в Испании, арабские завоеватели Сицилии принесли с собой широкий выбор сладостей и десертов, которые позднее нашли путь и в остальную Европу. Наряду с Монпелье, Сицилия была известна своими драже, конфетами с нугой и конфетти. С юга арабы принесли с собой искусство создания мороженого а также шербета и вариации тортов и выпечки. Яркий пример: Кассата алла Сицилианна (на арабском кас’ах, так называлась терракотовая форма для торта), делающаяся из марципана, бисквита и подслащённой рикотты а также канноли ала сицилианна, изначально капелли ди турки («Турецкие шляпы»), жаренных, охлаждённых трубочек из теста со сладкой-сырной начинкой.

## Поваренные книги

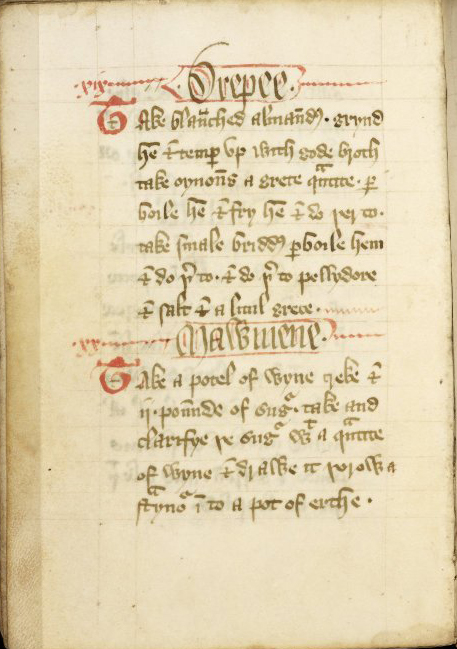
Страница из средневекового манускрипта 14 столетия Forme of Cury с рецептом «дриппи», варёной птицы с миндалём и жареным луком, и первая часть рецепта для «мумине», сладкого рагу из каплуна или фазана с корицей, имбирём, гвоздикой, финиками и кедровыми орешками — окраску которому придавало сандаловое дерево

Поваренные книги, или более точно — коллекции рецептов, составлялись на протяжении немалой части средневековья и служат важным источником данных. По всей видимости, во времена Раннего Средневековья в дело шли поваренные книги римского времени, так, в это время безвестным монахом был переписан на пергамент трактат Марка Апиция, благодаря этому сохранившийся до нашего времени. Первые поваренные книги стали появляться ближе к концу XIII столетия. Liber de Coquina «Кухонная книга», возможно написанная вблизи от Неаполя, и Tractatus de modo preparandi «Трактат о способах приготовления пищи» были переизданы в современном варианте в изложении Мерриэн Мулон, а поваренная книга из Ассизи обнаруженная в Шалон-ан-Шампань была переведена французской писательницей Магелон Туссен-Самат. Пожалуй, наиболее известной из средневековых поваренных книг является знаменитый трактат «О Снеди» (Le Viandier) Гильома Тиреля, прозванного Тальеваном (то есть «Нос по ветру») — главного повара трёх французских королей — Карла VI, Карла VII и Людовика XI. Хотя предполагается что книги эти описывают реальные блюда, учёные изучающие кухню полагают, что они вряд ли использовались как современные, словно пошаговое руководство, к которому можно обратиться для сверки с процедурой. Редкие на кухне тех времён, они скорее всего береглись, и читались в нерабочее время, чтобы уберечь их от порчи.
Рецепты чаще всего коротки и не дают представления о пропорциях для тех или иных употребляемых ингредиентов, описывая их более чем приблизительно (например: «прибавьте к тому малую толику чёрного перца» («Парижское Домоводство»). Время приготовления и температуры не указывались, так как и профессиональные повара и домохозяйки проходили весьма длительную подготовку, начинающуюся с детства; за долгие годы, проведённые под надзором наставника или наставницы, они вырабатывали солидный опыт и свой собственный кулинарный стиль. В лучшем случае время указывалось косвенно: путём «количества произнесенных молитв» или, сколько надо было пройти кругов в рамках определённой площади. Профессионалами повара становились через ученичество и практику, пробивая себе путь в очень строго определённой кухонной иерархии. Средневековые повара в больших домовладениях были скорее всего способны составлять меню и готовить пищу без всякой помощи рецептов и ориентируясь на память. В связи с хорошим состоянием сохранившихся манускриптов, историк Теренс Скалли предположил, что они составлялись для богатых и грамотных мастеров, например «Парижское Домоводство» (Le Ménagier de Paris) конца XIV столетия. Свыше 70 коллекций средневековых рецептов на распространённых европейских языках сохранилось на сегодняшний день.
Репертуар трудов по устройству домохозяйства, таких как, например, «Парижское Домоводство» (Le Ménagier de Paris) нередко включает в себя множество советов по приготовлению пищи дома. Ещё один подобный труд (1474) написал ватиканский библиотекарь Бартоломео Платина и назвал: De honesta voluptate et valetudine («о достойном удовольствии и здравии»), а врач Йодохус Виллих перевёл трактат Марка Апиция «Десять книг о поварском деле» (коллекцию римских рецептов) в Цюрихе в 1563.
Высокостатусные экзотические специи, такие как: имбирь, перец, гвоздика, кунжут, цитрон и «Ашкелонский лук», все упоминаются впервые в списке Каролингского повара, как то, что всегда должно быть под рукой. Он в свою очередь был составлен Винидарием (автором V века), чьи выдержки из Apicius выжили в унциальном манускрипте восьмого века.

### Англоязычная
- Adamson, Melitta Weiss. Food in the Middle Ages: A Book of Essays. — New York: Routledge, 1995. — ISBN 0815313454.
- Adamson, Melitta Weiss. Regional Cuisines of Medieval Europe: A Book of Essays. — New York: Routledge, 2002. — ISBN 0-415-92994-6.
- Adamson, Melitta Weiss. Food in Medieval Times. — Westport: Greenwood Press, 2004. — ISBN 0-313-32147-7.
- Bynum, Caroline. Holy Feast and Holy Fast: The Religious Significance of Food to Medieval Women. — Berkeley: University of California Press, 1987. — ISBN 0-520-05722-8.
- Carlin, Martha & Rosenthal, Joel T. (editors). Food and Eating in Medieval Europe. — London: The Hambledon Press, 1998. — ISBN 1-85285-148-1.
- Carnevale Schianca, Enrico. La cucina medievale. Lessico, storia, preparazioni. — Firenze: Olschki, 2011. — ISBN 978-88-222-6073-4.
- Dembinska, Maria. Food and Drink in Medieval Poland: Rediscovering a Cuisine of the Past. translated by Magdalena Thomas, revised and adapted by William Woys Weaver. — Philadelphia: University of Pennsylvania Press, 1999. — ISBN 0-8122-3224-0.
- Dickie, John. Delizia! The epic history of the Italians and their food. — 2008.
- Dyer, Christopher. Everyday life in medieval England. — Continuum International Publishing Group, 2000.
- Eßlinger, Hans Michael (editor). Handbook of Brewing: Processes, Technology, Markets. — Weinheim: Wiley-VCH, 2009. — ISBN 978-3-527-31674-8.
- Fenton, Alexander & Kisbán, Eszter (editors). Food in Change: Eating Habits from the Middle Ages to the Present Day. — Edinburgh: John Donald Publishers, 1986. — ISBN 0-85976-145-2.
- The Fontana Economic History of Europe: The Middle Ages. — London: Fontana, 1972. — ISBN 0-00-632841-5.
- Freedman, Paul. Out of the East: Spices and the Medieval Imagination. — New Haven: Yale University Press, 2008. — ISBN 978-0-300-11199-6.
- Hanson, Davd J. Preventing alcohol abuse: alcohol, culture, and control. — Westport: Greenwood Publishing Group,, 1995. — ISBN 0-275-94926-5.
- Harvey, Barbara F. Living and dying in England, 1100—1540: the monastic experience (англ.). — Oxford University Press, 1993.
- Henisch, Bridget Ann. Fast and Feast: Food in Medieval Society. — University Park: The Pennsylvania State Press, 1976. — ISBN 0-271-01230-7.
- Hicks, Michael A. Revolution and consumption in late medieval England. — Boydell & Brewer, 2001.
- Hunt, Edwin S. & Murray, James H. A history of business in Medieval Europe, 1200—1550. — Cambridge: Cambridge University Press, 1999. — ISBN 0-521-49923-2.
- Glick, Thomas, Livesey, Steven J. & Wallis, Faith (editors), Medieval Science, Technology, and Medicine: an Encyclopedia. Routledge, New York. 2005. ISBN 0-415-96930-1
- Mulon, «Deux traités d’art culinaire médié», Bulletin philologique et historique. Comité des travaux historiques et scientifiques, Paris. 1958.
- Scully, Terence. The Art of Cookery in the Middle Ages. — Woodbridge: The Boydell Press, 1995. — ... p. — ISBN 0-85115-611-8.
- Toussant-Samat, Maguelonne, The History of Food. 2nd edition (translation: Anthea Bell) Wiley-Blackwell, Chichester. 2009. ISBN 978-1-4051-8119-8
- Unger, Richard W., Beer in the Middle Ages and the Renaissance. University of Pennsylvania Press, Philadelphia. 2007. ISBN 978-0-8122-1999-9
- Woolgar C. M. Food in medieval England: diet and nutrition (англ.). — Oxford University Press, 2006.
- Rambourg, Patrick. Histoire de la cuisine et de la gastronomie françaises. — Paris: Ed. Perrin (coll. tempus n° 359), 2010. — 381 p. — ISBN 978-2-262-03318-7.
- Alban Gautier, Alimentations médiévales. ve-xvie siècles, Paris, Ellipses Marketing, coll. « Le monde : une histoire », 2009, 176 p. (ISBN 978-2729843502).

### Русскоязычная
- Арнаутова Ю. Еда // Словарь средневековой культуры / Под общ. ред. А. Я. Гуревича ; редкол.: М. Л. Андреев [и др.]. — М.: РОССПЭН, 2007.
- Монтанари М. Голод и изобилие. История питания в Европе. — Санкт-Петербург: Издательство «Александрия», 2009. — 276 с. — ISBN 978-5-903445-10-3.

### Англоязычные
- Medieval Food — academic articles and videos
- The History Notes website tells the story about the food and drink in the Middle Ages
- Le Viandier de Taillevent — An online translation of the 14th century cookbook by James Prescott
- Medieval cookery books at the British Library — Learning resources on the medieval kitchen
- How to Cook Medieval — A guide on how to make medieval cuisine with modern ingredients
- The Forme of Cury — A late 14th-century English cookbook, available from Project Gutenberg
- Cariadoc’s Miscellany — A collection of articles and recipes on medieval and Renaissance food
- MedievalCookery.com — Recipes, information, and notes about cooking in medieval Europe
- Olde Hansa — The medieval restaurant of Tallinn — Contains information about cooking, eating habit and culture during the hanseatic times
- Medieval Gastronomy — online exhibit of the Bibliothèque Nationale in Paris about food, cooking and meals as shown in paintings and images of medieval manuscripts
- Getting your bread in medieval society (86.9 КБ)
- Feeding the poor in medieval Catalonia
- Pearson, Kathy L. Nutrition and the Early-Medieval Diet (англ.) // Speculum : journal. — Medieval Academy of America, 1997. — Vol. 72, no. 1. — P. 1—32. — ISSN 20408072. — doi:10.2307/2865862. — JSTOR 2865862.
- Dietary Requirements of the Medieval Peasant
- Making Medieval Sauces
- Pyes de Pares (196 КБ) — An historical experiment with pies as a way of preserving meat

### Русскоязычные
- статья об английской средневековой кухне, перевод сделан из книги «Food and Cooking in Medeival Britain» за авторством Мэгги Блек.
- Счастье есть — Средневековая кухня. статья
- примеры средневековых рецептов
- ещё примеры средневековых блюд
- средневековая кухня: некоторые факты и некоторые мифы
- Час истины: История еды. Средневековье — Часть 1 и Часть 2